# Hình tượng công chúng của Taylor Swift

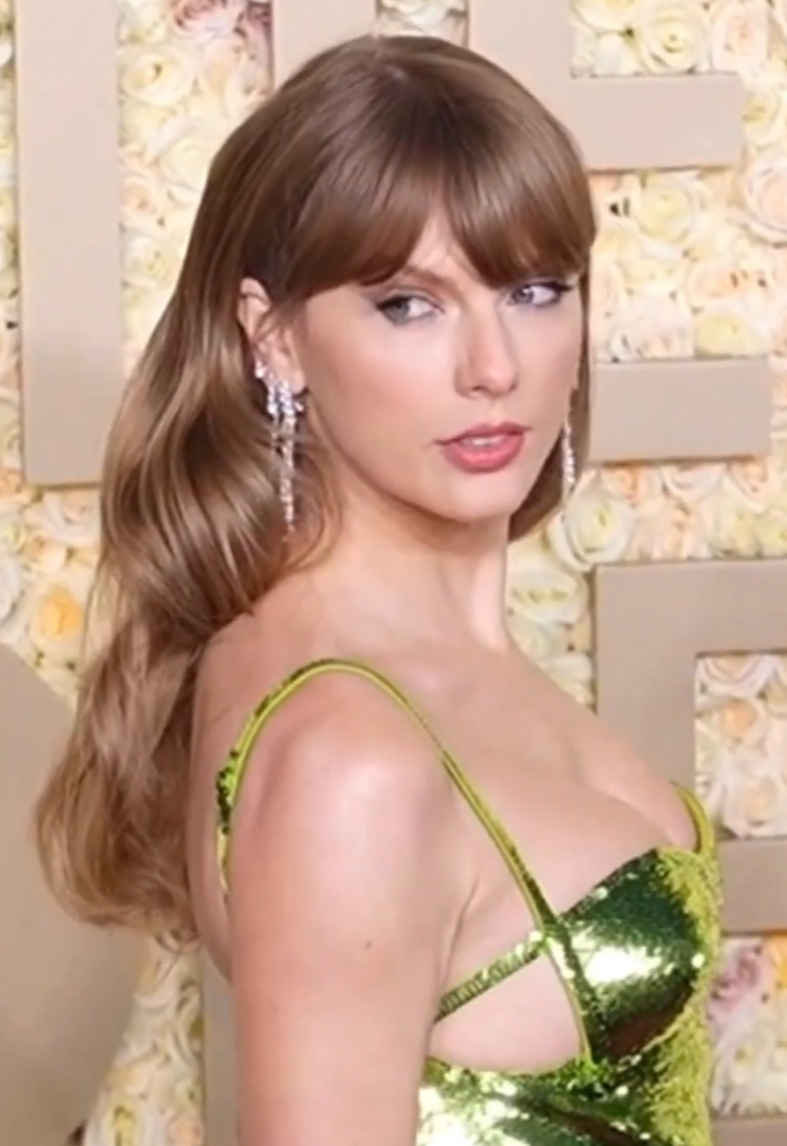
Swift tại giải Quả cầu vàng lần thứ 81 vào năm 2024

Nữ ca sĩ kiêm nhạc sĩ sáng tác bài hát người Mỹ Taylor Swift là một nhân vật được đưa tin rộng rãi trên các phương tiện thông tin đại chúng, và kéo theo đó là cô đã nhận được rất nhiều lời bình luận của công chúng cũng như cách họ nhìn nhận về cuộc đời và sự nghiệp của cô. Hình tượng của Swift trước công chúng rất phức tạp. Sức nổi tiếng trên toàn cầu cũng như các khía cạnh tranh cãi trong sự nghiệp của cô đã trở thành chủ đề mà nhiều ấn phẩm khác nhau phân tích, xem xét và tranh luận. Giá trị truyền thông kiếm được của Swift ước tính đạt khoảng 130 tỷ đô la Mỹ tính đến năm 2023.
Swift là một nhân vật văn hóa trái chiều. Hình tượng của cô được xác định trên nhiều mối quan hệ xã hội học: Giữa cô, cộng đồng người hâm mộ của cô, những người gièm pha và các phương tiện truyền thông đại chúng. Ở giai đoạn đầu sự nghiệp khi còn là một ca sĩ hát nhạc đồng quê vào cuối thập niên 2000, Swift được phong tặng danh hiệu nhạc đại chúng là "Cục cưng của nước Mỹ" nhờ vào hình tượng cô gái hàng xóm. Đời tư hẹn hò của cô trở thành chủ đề được giới truyền thông lẫn báo lá cải săn đón và đồn đoán tràn lan trong nhiều năm, bất chấp cô đã miễn cưỡng thảo luận một cách công khai về vấn đề này.
Hiện tượng công chúng ngày càng quan tâm đến tin tức liên quan tới Swift được cho là nguyên nhân dẫn đến giới truyền thông càng ngày càng tập trung đưa tin về cô nhiều hơn. Những tranh chấp được công bố rộng rãi của Swift, chẳng hạn như với Kanye West, Katy Perry và Kim Kardashian, và những cuộc chia tay với những người bạn trai như Joe Jonas, John Mayer, Jake Gyllenhaal, Harry Styles và Tom Hiddleston đã ảnh hưởng đến nhận thức của công chúng về cô trong những năm 2010. Điều đó đã góp phần làm hoen ố hình ảnh của Swift, khiến cô trở thành mục tiêu của kỳ thị nữ giới và bị nhiều người nhận thức kiểu tiêu chuẩn kép, gồm có slut-shaming và miệt thị ngoại hình. Tuy nhiên, Swift vẫn là một trong những nghệ sĩ âm nhạc thành công nhất và được đông đảo mọi người trên thế giới tôn trọng cũng như được sự giúp đỡ nhiệt tình của cộng đồng người hâm mộ rộng lớn.
Chính những lời chê bai tiêu cực từ phía công chúng, nhà phê bình âm nhạc lẫn giới truyền thông đã tạo cảm hứng cho Swift sáng tác đa số các bài hát của cô, cũng như cho ra mắt album phòng thu thứ sáu đậm chủ đề về danh tiếng thù hận tên Reputation. Tuy nhiên, The Guardian cho rằng Swift đã "miễn nhiễm hoàn toàn với thù ghét" từ thập niên 2020, và cô vẫn luôn giữ vững hình tượng là nữ ca sĩ được yêu thích nhất và thành công nhất mọi thời đại. Câu chuyện cô bắt đầu hẹn hò với cầu thủ bóng bầu dục người Mỹ Travis Kelce vào năm 2023 đã có tác động đáng kể về mặt văn hóa ở Hoa Kỳ.
Swift được nhiều người trong giới truyền thông nhận xét là một doanh nhân thông thái, hình tượng nữ quyền, người ảnh hưởng chính trị, hình mẫu cho thế hệ Millennials và biểu tượng phong cách đường phố. Mặc dù chuyện Swift kín tiếng về chuyện chính trị trước kia thường xuyên bị đem ra mổ xẻ, nhưng cô vẫn được tán dương nhờ vào lời chỉ trích thẳng thắn của cô đối với Donald Trump, phân biệt chủng tộc và người da trắng thượng đẳng. Cô còn nhận được nhiều lời khen ngợi nhờ vào các hoạt động từ thiện đầy nhân từ rộng lượng, cất tiếng nói kêu gọi quyền lợi cho nghệ sĩ âm nhạc, sự thân thiện của cô với người hâm mộ, cũng như tầm ảnh hưởng đến văn hóa đại chúng và ngành công nghiệp âm nhạc của cô. Nhiều cuộc khảo sát chính trị khác nhau ở Hoa Kỳ đã công bố xếp hạng công khai thuận lợi của Swift. Các thương hiệu, sản phẩm, dịch vụ thường tận dụng hình tượng công chúng của cô để tăng cường hoạt động quảng bá tiếp thị. Các nhà phê bình cho rằng, vì Swift là một trong những người nổi tiếng đầu tiên trưởng thành và thành danh trong thời đại phương tiện truyền thông xã hội nên cô đã thúc đẩy mối quan hệ phức tạp giữa người nổi tiếng và ngành công nghiệp. Do đó, hình tượng trước công chúng của cô là đối tượng được nhiều cơ sở học thuật nghiên cứu. Cô còn nổi tiếng nhờ vào phong cách giao tiếp nhẹ nhàng thân thiện trong các cuộc phỏng vấn và sự nhiệt tình của cô tại các sự kiện công khai. Năm 2014, Swift đã ký hợp đồng thuê chuyên gia PR người Mỹ Tree Paine để làm người quảng bá truyền thông cho mình.

## Cách nhìn nhận
Cuộc đời và sự nghiệp của ca-nhạc sĩ người Mỹ Taylor Swift là tâm điểm săn đón trong nền văn hóa người nổi tiếng toàn cầu. Do đó, cô được mệnh danh là "người phụ nữ nổi tiếng nhất hành tinh này" và "nữ hoàng văn hóa độc canh". Ở đầu sự nghiệp, Swift được cho là một thần tượng teen. Cô đã trở thành một nhân vật thống trị trong văn hóa đại chúng, và được gọi là biểu tượng nhạc pop. Nhiều ấn phẩm đã công nhận mức độ nổi tiếng trên toàn cầu và sức chạy đường dài của Swift là một kiểu danh tiếng chưa từng được chứng kiến kể từ thế kỷ 20. Theo lời của các nhà phê bình âm nhạc Sam Sanders và Ann Powers, Swift chính là "sự kết hợp thành công đáng ngạc nhiên giữa ngôi sao nhạc pop sáng chói tới hàng megawatt và ca sĩ kiêm nhạc sĩ sáng tác ca khúc trong phòng thu tại nhà tựa như phòng ngủ." Các phương tiện truyền thông còn cho rằng Swift là một nữ doanh nhân thông thái. Cô còn lừng danh nhờ vào công việc thiện nguyện đầy "hào phóng" của cô.
Oprah Winfrey nói về Swift, Herald Sun (2015)
Swift được giới truyền thông gán cho cái tên "Cục cưng của nước Mỹ" trong thời kỳ đầu sự nghiệp nhờ vào hình tượng cô gái hàng xóm dễ mến. Cô nổi tiếng nhờ vào sự nhiệt tình thân thiện tại các lễ trao giải. Nhà báo đã viết về tính cách lịch sự và "cởi mở" của cô, gọi cô là "con cưng của giới truyền thông" và "giấc mơ của phóng viên". Tuy nhiên, The New York Times khẳng định vào năm 2013 rằng "lịch sử hẹn hò của cô ấy đã khuấy động một thứ được gọi là sự khởi đầu của phản ứng dữ dội" và đặt câu hỏi liệu cô có đang "khủng hoảng giữa cuộc đời" hay không. Swift đã luôn khó xử khi chia sẻ công khai về đời sống cá nhân, và cô cho đấy là "điểm yếu trong sự nghiệp". Cô là đối tượng mà báo chí không ngừng hao tổn giấy mực. Những người ghét bỏ Swift đã chỉ trích cô "có tính toán" và thao túng hình tượng bản thân, nhất là cuộc tranh chấp năm 2016 với rapper người Mỹ Kanye West. Các nhà phê bình văn hóa đã nhấn mạnh rằng cuộc đời và sự nghiệp của Swift đã phải hứng chịu vô số lần kỳ thị nữ giới và slut-shaming. Dẫu vậy, từ năm 2019 đến năm 2021, các cuộc khảo sát bên YouGov vẫn xếp cô là nữ nhạc sĩ được ngưỡng mộ nhất thế giới.
Swift sở hữu ba chú mèo: Meredith Grey, Olivia Benson và Benjamin Button. Các chú mèo của cô đã từng xuất hiện hoặc được nhắc khéo trong các video hoặc những tác phẩm của cô. Vì thế, cô được mệnh danh là một cat lady. Swift cũng là đối tượng của nhiều thuyết âm mưu, một số người bên chính trị cánh hữu lên tiếng cho rằng Swift truyền bá "phù thủy" và chủ nghĩa Satan, cô là một đặc vụ chính trị của Đảng Dân chủ, là người nhân bản của thành viên theo đạo Satan tên Zeena Lavey, hoặc cô là "người gây chiến tranh tâm lý Lầu Năm Góc" quen với việc dắt mũi dư luận. Trước khi cô công khai là người ủng hộ các gương mặt bên đảng Dân chủ vào năm 2018, một số người dùng theo phong trào cánh hữu khác alt-right trên mạng internet đã lên tin đồn cho rằng: Swift là một "công chúa thuộc chủng tộc Arya" theo chủ nghĩa tân quốc xã và lên chương trình nghị sự dành cho người da trắng thượng đẳng. Thế nhưng, Swift lại cực kỳ phản đối nạn phân biệt chủng tộc và da trắng thượng đẳng. Một nhóm nhỏ người hâm mộ đã đặt tên thuyết âm mưu về xu hướng tính dục của Swift là Gaylor, cho rằng Swift là một người phụ nữ đồng tính kín có quan hệ tình cảm với người phụ nữ khác.

## Vị thế trong truyền thông
Trong truyền thông đại chúng, Swift và công trình âm nhạc của cô được vô số tập sách, phim ảnh và chương trình truyền hình khai thác làm chủ đề. Deadline Hollywood mệnh danh Swift chính là "bà hoàng của mọi phương tiện truyền thông". Điển hình, một cuốn sách dành cho trẻ em mang tựa đề Taylor Swift: The Little Golden Book Biography do Wendy Loggia chắp bút cùng với Elisa Chavarri phụ trách phần minh họa đã trở thành tác phẩm bán chạy nhất trong lịch sử 81 năm tuổi của Little Golden Books, với tổng số sách bán ra đạt một triệu bản chỉ trong vòng bảy tháng. Ngoài ra, quyển danh sách nhân vật của năm 2023, trong đó liệt kê Swift, do tạp chí tin tức Time in ấn đã thu được 238.808 lượt đặt mua trước với tốc độ phi mã (chưa tính đến doanh số đến từ sạp báo), trở thành sách ấn bản của Time bán chạy nhất kể từ ấn bản tháng 5 năm 2011 đưa tin về lễ cưới của Vương tôn William và Catherine Middleton, và quyển tạp chí này thì bán được 232.000 sách nếu lấy tổng doanh số cả trang web lẫn sạp báo cộng lại.
Mỗi lần Swift có mặt trong các chương trình truyền hình thì lượt theo dõi người xem lại đạt mức cao kỷ lục. Ví dụ như sau khi Swift xuất hiện ở nhiều trận đấu tại giải Bóng bầu dục Quốc gia (NFL) thì đã phá hàng loạt kỷ lục số lượng người xem, lượt mua vé lẫn doanh số bán hàng hóa cho giải đấu, mạng lưới và truyền hình. Đây còn được gọi là "Hiệu ứng Taylor Swift". Nhà báo USA Today Louie Villalobos công nhận Swift "đang giải cứu NFL và đã giúp tạo ra 122 triệu đô la Mỹ cho giá trị thương hiệu của NFL." Hơn nữa, một tập phim chương trình thi nhảy Dancing With the Stars đã tỏ lòng biết ơn Swift vì chính cô đã giúp chương trình thu về kỷ lục 7,8 triệu người xem trên tất cả các nền tảng chính thức, trở thành chương trình truyền hình đa nền tảng được xem nhiều nhất trên ABC kể từ khi ra mắt vào tháng 9 năm 2021.
Swift là nhân vật được giới truyền thông ưa thích lựa chọn để đưa tin nhằm mục đích thu hút một lượng độc giả rộng lớn, và những người nổi tiếng khác thường được hỏi về Swift "gần như liên tục". Scottie Andrew bên CNN bảo rằng việc cố tình "nhét" Swift vào những câu chuyện thời sự mà cô không có liên quan rõ ràng "đã trở thành trò tiêu khiển của những người sáng tạo nội dung". Giáo sư Bond Benton bên giao tiếp và truyền thông tại Đại học Bang Montclair đã nghiên cứu về hiện tượng và cho rằng "sự hiện diện của Swift dù ở bất cứ nội dung truyền thông nào cũng giúp tăng lượt xem của nội dung đó." Benton còn nói thêm, Swift chính là một "người giỏi thu hút ánh nhìn của người khác" không có chủ ý nhưng lại đáng tin cậy, và sở hữu độ phủ sóng khắp mặt báo mạnh đến mức lan truyền từ người này sang người khác giống "meme". Cô có khả năng lôi kéo cả fan lẫn anti-fan tranh luận sôi nổi và bàn tán đủ điều về cô, tăng cường tương tác đối với một bài báo hoặc một video, dẫn đến giới truyền thông cảm thấy bị "ràng buộc" phải nhồi nhét Swift vào nội dung họ đưa để tối đa hóa lợi nhuận thu được từ độc giả, bất chấp đúng sai. Tuy nhiên, tác dụng phụ của hiện tượng quá chú ý về Swift là "có thể khiến những người tiêu dùng [sách báo] cảm thấy cô ấy đang quá chiếm sóng nguồn cấp tin tức của họ."
Các cây bút đánh giá gọi mối quan hệ giữa cô và phương tiện truyền thông đại chúng là ví dụ của phức hệ giữa người nổi tiếng và ngành công nghiệp, có tác động phong phú đến nghệ thuật biểu diễn của Swift. Album phòng thu thứ sáu Reputation (2017) của cô bàn về danh tiếng và chỉ trích phức hệ đó, còn bộ phim tài liệu tiểu sử Miss Americana (2020) thì mang tính giải nghĩa việc đấy. Các phương tiện truyền thông như USA Today đã thuê một nhà báo để đặc biệt đăng tin riêng toàn thời gian về Swift. Theo tác giả Maura Johnston bên trang Entertainment Weekly, mọi cử chỉ hành động của Swift đều bị xét nét rất kỹ vì cô là "một trong những ngôi sao nhạc pop đầu tiên trưởng thành hoàn toàn trong kỷ nguyên vòng lặp tranh luận phản hồi vô tận của mạng xã hội với phức hệ người nổi tiếng và ngành công nghiệp". Meaghan Tobin và Pei-Lin Wu viết cho The Washington Post giải thích rằng bất chấp lệnh kiểm duyệt nghiêm ngặt ở Trung Quốc, "Swift vẫn tránh được sự giám sát... Trên thực tế, truyền thông nhà nước Trung Quốc dường như không có gì ngoài những lời khen ngợi dành cho [cô ấy]". Hình tượng trước công chúng của cô đã được nhiều cơ sở giáo dục khác nhau nghiên cứu về mặt học thuật trong bối cảnh rộng hơn, chẳng hạn như tại Đại học New York và Cao đẳng Âm nhạc Berklee.

### Sự nổi tiếng và các cuộc tranh cãi
Nhiều người cho rằng Swift là một "nhân vật phân cực". Tiếng tăm đầy tranh cãi của cô đã có tác động bất lợi đến vị thế của cô trên các phương tiện truyền thông. Một số nhà báo sẵn sàng thẳng thắn phê bình chỉ trích hành động của cô, trong khi những người khác thì mặc nhiên tung tin lá cải không kiểm chứng, làm hình tượng báo giới của Swift ngày càng xấu đi. Tác giả Shaina Weatherhead bên trang web Collider viết rằng mọi cử chỉ hành động của Swift đều được "giám sát và đánh giá kỹ lưỡng", Clash bảo rằng Swift chính là cột thu lôi giữa lời khen và lời chê, và chuyên gia thương hiệu Jeetendehr Sehdev phát biểu với Fortune rằng "Mọi người vừa yêu vừa ghét cô ấy". Swift đã biến những lời chê bai đó thành cảm hứng âm nhạc của mình, và cho ra mắt những bài hát như "Shake It Off" (2014), "Look What You Made Me Do" (2017) và "You Need to Calm Down" (2019).
Năm 2014, Tree Paine trở thành chuyên gia tiếp thị cho Swift, và Swift chính là khách hàng ký hợp đồng đầu tiên và độc quyền duy nhất. Nhiều tờ báo viết rằng Paine chính là người đã dìu dắt Swift vượt ra những giây phút hoen ố, nhất là sau tranh cãi năm 2016 với West vì chuyện ra mắt đĩa đơn "Famous", phiên tòa tấn công tình dục năm 2017, chuyện phát biểu chính trị và lựa chọn của Swift trong cuộc bầu cử Mỹ giữa kỳ năm 2018, cuộc tranh cãi quyền sở hữu tác phẩm vào năm 2019, và một chùm tin đồn người nổi tiếng về Swift đến từ tài khoản mạng xã hội DeuxMoi vào năm 2023. Học giả tiếp thị quảng bá Nancy Marshall viết trên tờ Forbes rằng sự hiện diện khắp nơi của Swift đã "mang đến những bài học quý giá cho toàn bộ ngành công nghiệp PR." Người điều hành marketing Stacy Jones đã ước tính giá trị truyền thông kiếm được của Swift đạt 130 tỷ đô la Mỹ.
Câu chuyện tranh chấp công khai và những "mối hận thù" giữa các ngôi sao với Swift đã gây sự chú ý rộng khắp cõi mạng xã hội lẫn truyền thông. Cô bắt đầu bị giới truyền thông "đeo bám" quá nhiều vào năm 2012. Nhiều người nhận thấy một vài phương tiện truyền thông chính là nguyên nhân châm ngòi những màn "beef" kịch liệt giữa Swift và những người nổi tiếng khác, đặc biệt là phụ nữ. Swift từng có "mối thù" với những người nổi tiếng như Katy Perry và Nicki Minaj, và cả hai cũng đều công khai chuyện tương tự. Ngoài ra, một số tờ báo khác cũng cáo buộc Swift đã gây thù địch với Cardi B, Adele, Demi Lovato, SZA và Ariana Grande, bất chấp cô chưa từng một lần tương tác với họ và đã lên tiếng dập tắt tin đồn. Cô còn bị cho là có hận có thù với các bạn trai cũ Joe Jonas, John Mayer, Calvin Harris và Jake Gyllenhaal. Tuy nhiên, Kanye West vẫn là người đã gây tranh cãi về hình tượng của Swift trước công chúng nhiều nhất.
Knibbs nhận xét rằng Swift là một "công chúa nhạc đồng quê đang trên đà trở thành siêu sao" vào năm 2009, hóa thành "con rắn" vào năm 2016 và trở lại với tư cách là một "gã khổng lồ âm nhạc toàn diện" sau năm 2019. Bên cạnh đấy, Knibbs còn đưa ra một "bài nghiên cứu xuất chúng điển hình về cuộc đời đầy thăng trầm của ngôi sao nhạc pop thời hiện đại". Từ năm 2017 trở đi, Swift đã luôn trốn chạy trước việc bị soi mói quá mức, và trêu chọc khích bác truyền thông bằng âm nhạc của cô. Cô đã bán kèm tạp chí mang chủ đề album Reputation tại Target, bên trong có những lời bình phẩm đầy mỉa mai về đời cô nhằm nhại lại phần đầu đề của lá cải. Theo Carter Sherman chắp bút cho Vice, sau khi Swift đóng vai "nhân vật phản diện" từ năm 2016 đến năm 2018, sự tự nhận thức của công chúng lẫn phương tiện truyền thông càng ngày càng tăng. Điều đó đã góp phần giúp cho nền văn hóa đại chúng trải qua một "Cuộc hồi sinh Swift vĩ đại" vào năm 2020, và từ đấy hàn gắn hình tượng công chúng của cô.
Swift là nhân vật thường xuyên thu hút mọi ánh nhìn người hâm mộ và vô số thợ săn ảnh đến quay phim chụp hình. Cô đã từng lên tiếng về vấn đề quyền riêng tư và cho rằng bản thân cô "nhận thức rõ ràng rằng điều đó là không bình thường chút nào." Năm 2015, người hâm mộ của Swift đã bao vây sân bay quốc tế Narita tại thành phố Chiba, Nhật Bản để chờ chực cô hạ cánh, gây trễ hàng loạt chuyến bay khác. Vào năm 2022, cô nhận được nhiều lời chỉ trích trên mạng xã hội sau khi một công ty tiếp thị tên Yard tuyên bố rằng cô đứng đầu danh sách những người nổi tiếng có máy bay riêng tạo ra lượng khí thải nhà kính cao nhất năm đó, được tổng hợp dựa trên dữ liệu được tài khoản Twitter @CelebJets đăng tải. Người phát ngôn của Swift đã đáp trả lại rằng, "Máy bay phản lực của Taylor thường được người khác mượn sử dụng [...] Cho nên, việc chụp mũ hầu hết hoặc tất cả những chuyến bay này là của cô ấy là hoàn toàn không đúng."

### Ồn ào với Kanye West

Kanye West giật mic khỏi tay Swift tại giải Video âm nhạc của MTV năm 2009.

Mối quan hệ thù địch kéo dài nhiều thập kỷ giữa Swift và West đã ảnh hưởng cả danh tiếng lẫn cách nhìn nhận về mặt văn hóa ở hai bên. Tháng 9 năm 2009, tại giải Video âm nhạc của MTV năm 2009, Swift giành được giải Video xuất sắc nhất của nữ ca sĩ cho bài hát "You Belong with Me" (2009) của cô và trở thành ca sĩ đồng quê đầu tiên và một trong những người trẻ tuổi nhất (ở tuổi 19) thắng được giải Video âm nhạc của MTV. Trong lúc Swift đang phát biểu bày tỏ sự biết ơn, West đã lao lên sân khấu và ngắt ngang cô bằng cách giật mic, tuyên bố "Ê, Taylor, tôi rất vui cho cô, tôi sẽ để cho cô nói xong sau, nhưng mà Beyoncé mới chính là người có một trong những video hay nhất mọi thời đại" ám chỉ đến ca khúc "Single Ladies" (2008). Swift sau đó lui về phía sau cánh gà. Tiếp đến, Beyoncé đã thắng được giải Video của năm vào tối hôm đó và mời Swift lên phát biểu nốt. Hành động của West đã vấp phải những chỉ trích nặng nề. Tổng thống Hoa Kỳ lúc bấy giờ Barack Obama đã gọi West là "thằng ngu" trên sóng truyền hình. West đã đưa lời xin lỗi và cho rằng hôm đó "là ngày khó xử" nhưng sau đó rút lại lời nói. Tiếp đến, Swift đã trò chuyện bong đùa về sự cố trên Saturday Night Live vào tháng 11 năm 2009. Swift và West đã chụp chung một tấm hình tại giải Grammy lần thứ 57 vào năm 2015, và cô bảo họ làm bạn với nhau là nhờ có sự giúp đỡ của người bạn Jay-Z chung của cả hai.

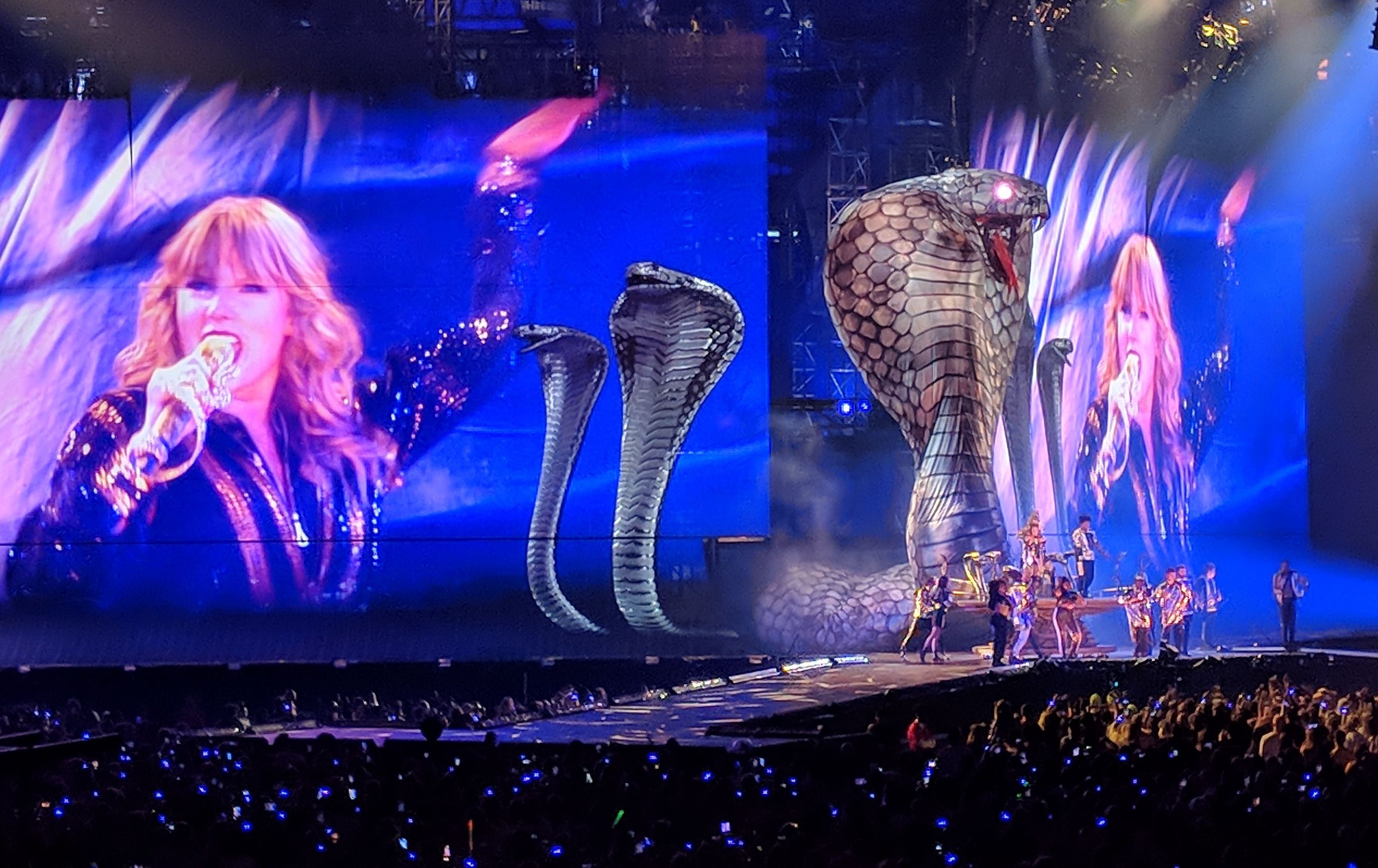
Rắn độc là từ ngữ mà anti-fan sử dụng để vùi dập Swift vào năm 2016, nhưng lại trở thành biểu tượng hình ảnh chính cho album phòng thu Reputation (2017) của cô.

Mối thù lại bùng lên sau khi West phát hành đĩa đơn năm 2016 "Famous" có chứa lời rap "Tao cảm thấy như tao và Taylor có thể vẫn còn làm tình với nhau được / Tại sao ư? Tao đã khiến con chó cái đó nổi tiếng" nhắc tới sự cố năm 2009. West khẳng định rằng Swift trước đó đã đồng ý với lời bài hát sau khi trao đổi qua điện thoại, trong khi Swift thì phản bác rằng cô không hề biết dòng rap đó sẽ gọi cô là "con chó cái". West cho phát hành video âm nhạc của "Famous" và trong đó có chứa hình nộm trần như nhộng của Swift, khiến cô phải gọi là "thứ khiêu dâm trả thù" vào năm 2019. Sau khi Swift "đá xéo" West trong bài phát biểu chiến thắng giải Album của năm cho 1989 tại Grammy lần thứ 58 (2016), rằng cô sẽ không để cho những kẻ gièm pha cho rằng họ đã làm mình nổi tiếng, người vợ lúc bấy giờ của West là Kim Kardashian đã tung ra đoạn video cắt ghép nhiều khúc cuộc gọi giữa Swift và West trên Snapchat nhằm chứng minh luận điểm của West. Thẻ "#TaylorSwiftisOverParty" trở thành xu hướng thịnh hành trên Twitter với những bài đăng trên mạng xã hội viral gọi Swift là kẻ "giả tạo, tính toán, dắt mũi, rắn độc, dối trá và không hề thực sự như vậy". Nhiều phương tiện truyền thông đã chỉ trích, "nhạo báng và tẩy chay" Swift. Chính những phản ứng dữ dội vừa kể đã khiến cho Swift phải rời xa ánh đèn sân khấu trong một năm, né tránh sự soi mói của báo giới cho đến khi ra mắt Reputation vào năm 2017. Một phần chủ đề trong album Reputation được lấy cảm hứng từ cuộc tranh cãi năm trước. Đến năm 2020, cuộc gọi hoàn chỉnh giữa West và Swift đã bị rò rỉ và chứng minh được rằng Swift không hề nói dối, dẫn đến "#KanyeWestisOverParty" trở thành xu hướng thịnh hành Twitter.
BBC gọi đây là "mối thù truyền kiếp khét tiếng nhất trong âm nhạc". Jones nhấn mạnh rằng chính vì cô quá lan tràn trên mặt báo ở các chu kỳ album Red và 1989 nên đó là lý do vì sao truyền thông dễ "quay lưng" với cô vào năm 2016, còn Grace Medford bên phía Vice thì cho rằng thành công sau này của Swift là do cô "phỉ báng" West. Tuy nhiên, sau năm 2020, các phương tiện truyền thông bắt đầu ca ngợi Swift vì đã giữ vững lập trường của mình. Năm 2023, Shaad D'Souza trên tờ The Guardian đã lên tiếng bảo rằng Swift đã trở nên "miễn nhiễm hoàn toàn với thù ghét" và tái khẳng định bản thân cô mới chính là ngôi sao nhạc pop được yêu thích trên thế giới.

## Giới tính và nữ quyền

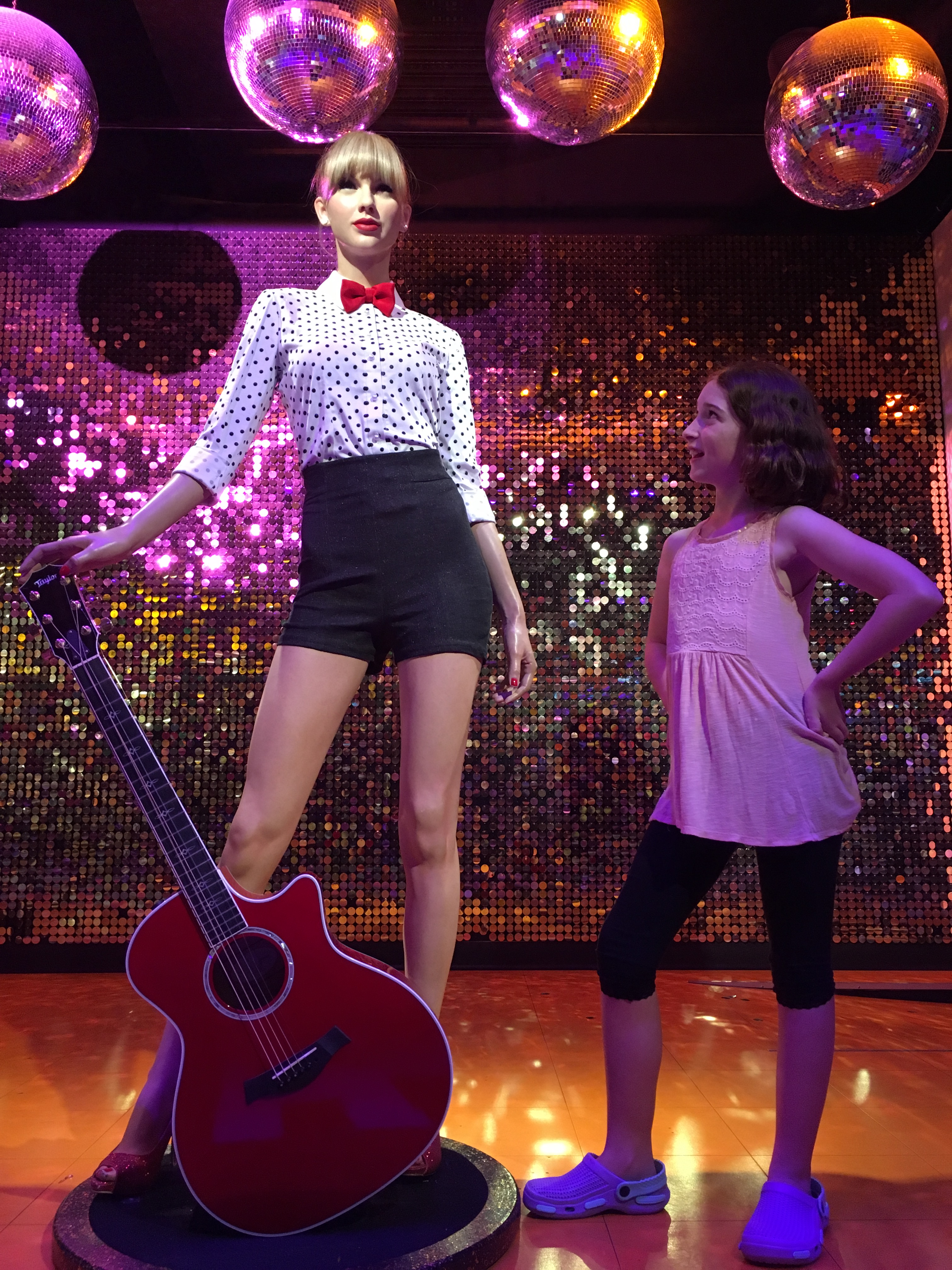
Các nghệ sĩ sắp tới thường lấy Swift làm cảm hứng, đặc biệt là phụ nữ trong âm nhạc. Trong hình là bức tượng sáp của Swift tại Madame Tussauds Sydney.

Swift là một người công khai ủng hộ nữ quyền và quyền được phá thai trên các phương tiện truyền thông. Sự nghiệp của cô đã được đem ra làm chủ đề nghiên cứu để giải thích các khía cạnh nữ quyền. Swift là người lên tiếng nói chỉ trích cách truyền thông đối đãi phụ nữ. Ví dụ, trong một buổi xuất hiện trên chương trình Tout le monde en parle, Swift phát biểu rằng cô "không thể chịu đựng nổi cái cách truyền thông nhìn nhận phụ nữ trẻ là đối thủ hơn là đồng minh." Bên cạnh đó, Swift cũng thường hay quyên góp số tiền cho các cuộc vận động nữ quyền và các chương trình trao quyền cho phụ nữ. Theo cuộc khảo sát năm 2023 của Morning Consult, 52% lượng fan của Swift ở Hoa Kỳ là phụ nữ, trong khi nam thì chiếm 48%.

### Bị dòm ngó chuyện hẹn hò
Đời tư hẹn hò của Swift trở thành chủ đề mà được rất nhiều người quan tâm, không chỉ riêng truyền thông. Do vậy, các tờ báo lá cải thường dòm ngó các cuộc tình của cô và thúc đẩy một số hãng tin tức văn hóa đại chúng, nhà bình luận bảo thủ cũng như cộng đồng mạng đi sỉ nhục cô 'thay người yêu như thay áo' (slut-shaming). Giới truyền thông thích đồn đoán người nổi tiếng nào đứng đằng sau nguồn cảm hứng các bài hát của Swift. Theo lời của Rosen, chính các phương tiện đã phỉ báng Swift "là một kẻ kiss and tell hàng loạt, một rich kid quá ưu quyền, một người đàn bà xấu tính khéo đậy che bằng lớp mặc cảm nạn nhân" một phần là do giai điệu "chói tai" trong những bài hát đầu tiên của Swift. Tuy nhiên, Rosen cũng bảo rằng đã từng có "một sự tiêu chuẩn kép phân biệt giới tính trong việc giám sát từng lời nói chân thật của Swift, nhất là khi bạn để ý đến các thực trạng kỳ thị nữ giới trong các ca khúc của các rocker, rapper và những nghệ sĩ ballade indie râu ria xồm xoàm." Một số phương tiện truyền thông và nhà báo cũng gây tranh cãi vì đặt thành kiến, thường xuyên giật tít phỉ báng Swift nhằm mục đích câu view các độc giả quan tâm đến tình tiết "ngon ngọt" về cuộc đời của Swift.

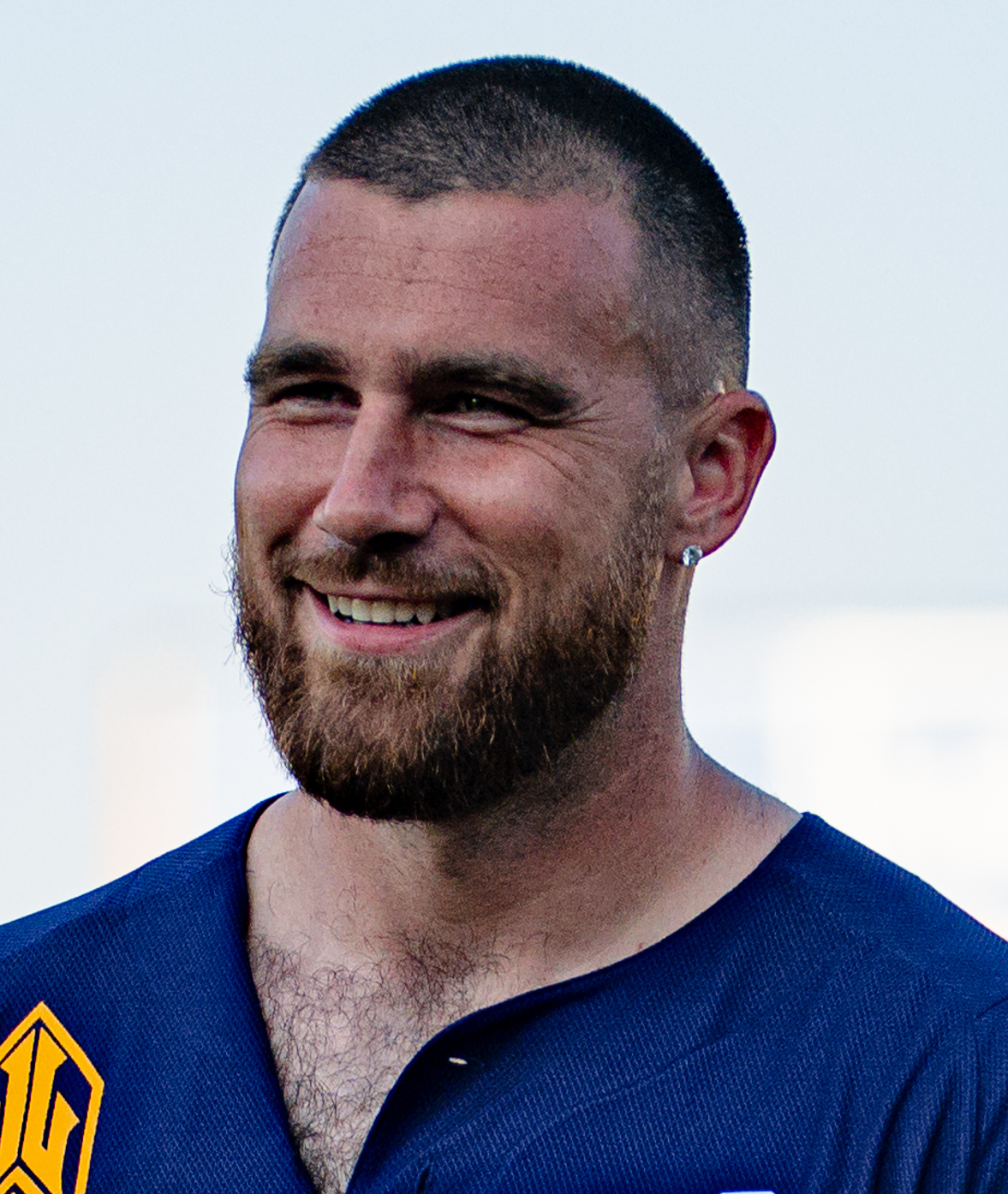
Cầu thủ bóng bầu dục Travis Kelce vào năm 2021

Swift bắt đầu hẹn hò với cầu thủ bóng bầu dục Mỹ Travis Kelce từ khoảng tháng 8 năm 2023, và chuyện tình cảm giữa hai người đã gây ra tác động văn hóa không hề nhỏ. Billboard cho rằng Swift và Kelce "chính là cặp đôi nổi tiếng nhất thế giới hiện nay, liên tục gây chú ý hàng ngày bằng các hành động chỉ đơn giản là nắm tay nhau hoặc thưởng thức bữa tối cùng nhau." Mỗi lần Swift đến thưởng thức các trận đấu của đội Kelce (Kansas City Chiefs) tại giải Bóng bầu dục Quốc gia (NFL) là mỗi lần phá kỷ lục số lượng người theo dõi giải thể thao, trong đó có cả kỷ lục số lượng người xem là khán giả nữ. Chính NFL và NBC Sports còn phải lợi dụng quan hệ hẹn hò giữa Kelce và Swift để thu hút tương tác mạng xã hội và xúc tiến người xem các trận đấu trò chơi bóng bầu dục kế tiếp. Các kỷ lục được ghi nhận gồm có:
- Trận Chiefs–Chicago Bears vào ngày 24 tháng 9 năm 2023: thu về 24,32 triệu người xem trên kênh Fox Sports, và đây là số lượng người xem truyền hình nhiều nhất dịp cuối tuần.[120]
- Trận Chiefs–New York Jets vào ngày 1 tháng 10 năm 2023: thu về 27 triệu người xem trên toàn bộ chương trình phát sóng NBC, khiến trận đấu trở thành chương trình truyền hình tối Chủ nhật được xem nhiều nhất kể từ sau Super Bowl LVII.[121]
- Trận Chiefs–Buffalo Bills vào ngày 21 tháng 1 năm 2024: thu về 50,393 triệu người xem, đánh dấu trận play-off NFL được xem nhiều nhất từ trước tới nay và là chương trình được xem nhiều nhất ở bất cứ mạng lưới phát sóng nào tính từ Super Bowl LVII.[122]
- Trận Chiefs–Baltimore Ravens vào ngày 28 tháng 1 năm 2024: thu về 55,5 triệu lượt xem, trở thành trận đấu vô địch AFC được xem nhiều nhất mọi thời đại.[123]

Các nhà bình luận và nhà báo chuyên về văn hóa đại chúng bắt đầu phong Swift và Kelce là một siêu cặp đôi, và mệnh danh họ là "cặp đôi hoàng gia" của riêng nước Mỹ. Emily Yahr phát biểu qua The New York Times rằng cả Hoa Kỳ đang "vui vẻ ngắm nhìn trầm trồ" cặp đôi Swift và Kelce mà "đối với nhiều nhà quan sát là đã thỏa mãn chính xác hết mọi yêu cầu (checks all the right boxes)", còn Andrew Unterbeger thì viết rằng cặp đôi này đã nhận được "gần 100% lời đồng tình của công chúng" đơn giản là do "cảm thấy hợp: vận động viên toàn nước Mỹ đi hẹn hò với ngôi sao nhạc pop toàn nước Mỹ." Nhà báo Robert Armstrong lên tin cho Financial Times đã ví Kelce là một phối ngẫu hoàng gia và là "người bạn trai quan trọng nhất trên thế giới, thậm chí có lẽ là người bạn trai quan trọng nhất trong lịch sử loài người." Một tập phim truyền hình đặc biệt của Nightline bàn về chuyện hẹn hò và tác động của hai người, có tựa đề Taylor + Travis, được phát hành trên nền tảng Hulu vào tháng 11 năm 2023. Vào mùa lễ hội ma Halloween năm 2023, các trang phục hóa trang thành cặp đôi Kelce-Swift trở nên thịnh hành.

### Mục tiêu của kỳ thị nữ giới
Càng ngày càng có nhiều bài hát viết về tình yêu hơn bất cứ điều gì khác: Kì diệu khi bắt đầu thế nào, và đau đớn sâu đậm khi kết thúc ra sao. Taylor Swift không tự phát minh ra ý tưởng này. Mọi người đều có thể hát những ca khúc nói về con tim tan nát, miễn là âm nhạc và trái tim tan vỡ đó vẫn còn tồn tại. Đến cả những đồng nghiệp nam của cô ấy còn chưa bị chất vấn theo cách tương tự như cô ấy nữa cơ. Các cô gái đau khổ được gắn mác là rên rỉ than vãn trong xã hội của chúng ta, còn những chàng trai đau lòng thì được cho là dễ thương và đáng yêu. Và thật là tệ.— Nicole Pomarico, Bustle

Các nhà báo đã luôn nhắm vào Swift để phát biểu kỳ thị nữ giới và slut-shaming, trong khi cô đã luôn lên tiếng đáp trả lại nhằm dập tắt mọi hình thức phân biệt giới tính. Swift còn đích thân chỉ ra rõ nhưng từ ngữ khinh thường phụ nữ được sử dụng để "cancel" cô trên các tờ báo lá cải và tiêu đề giật tít, cũng như những bình luận phân biệt giới tính gây ảnh hưởng đến danh dự và uy tín của cô. Cô cho rằng "đời sống hẹn hò của cô đã trở thành một trò tiêu khiển quốc gia" và không đồng tình cái cách mọi người "tầm thường hóa" hình tượng cô bằng câu nói ném đá giấu tay kiểu như "Ê, cẩn thận nha mày, cô ta sẽ viết một bài hát về mày đó". Một số người cho rằng Swift dễ trở thành mục tiêu cho nam giới trêu ghẹo chế nhạo và động chạm "cái tôi mong manh của nam giới". Thậm chí, họ còn nói cô đã "chọc giận các nhà phê bình nam vì trông không giống một người sexy" và thách thức nhãn quan nam giới. Theo Rosen, một số phương tiện truyền thông lẫn công chúng có định kiến tiêu chuẩn kép. Họ chỉ trích lời bài hát "có tính axit" của Swift về tình cũ, và mặc dù cũng tiếp tục sử dụng ngôn từ đó nhưng lại để khen ngợi các nghệ sĩ nam như Bob Dylan, Elvis Costello và Drake. Một số người trước kia là anti của Swift, thì ngày nay đã tự khiến trách cho hành vi coi thường phụ nữ một cách vô thức của họ. The Daily Telegraph cho rằng ăngten phủ sóng nạn phân biệt giới tính của Swift rất có ảnh hưởng quan trọng đối với ngành công nghiệp.
Ở nhiều phương tiện khác, Swift trở thành chủ đề cho vô số bình luận, "trò đùa giỡn", punch line và meme mạng xã hội đầy phân biệt giới tính. The New Feminist còn cho biết thêm không chỉ có đàn ông, ngay cả phụ nữ cũng ra sức bày tỏ thù ghét Swift. Tại giải Quả cầu vàng lần thứ 70 (tháng 1 năm 2013), người dẫn chương trình Tina Fey và Amy Poehler nói đùa về Swift sau khi tin lá cải tuần đó xác nhận Swift đã chia tay Connor Kennedy. Fey bảo rằng do Swift "mê trai nổi tiếng", cô nên tránh né con trai của nam diễn viên Michael J. Fox vì Fox đã hộ tống những người đoạt giải ra khỏi sân khấu tối hôm đó. Poehler không đồng ý và nói "Swift nên làm điều đó", rồi Fey nói vặn lại. Sau đó, trò đùa là chủ đề được đưa tin rộng rãi. Fey cũng từng nói đùa về đời tư hẹn hò của Swift. Hai tháng sau, lúc Vanity Fair hỏi về chuyện Fey và Poehler, Swift dẫn câu nói của Madeleine Albright: "có một nơi đặc biệt ở phía dưới địa ngục dành cho những người phụ nữ không giúp đỡ những người phụ nữ khác." Sau đó cô đã giải thích chi tiết:
"Đối với một người phụ nữ viết về xúc cảm của bản thân, nhưng lại bị cho là một cô bạn gái đeo bám, điên rồ, tuyệt vọng, cầu xin bạn để được kết hôn và có con với cô ta, thì tôi nghĩ đây là điều có thể đáng được tôn vinh. Tội rằng khi một người phụ nữ kể về cảm xúc của mình bằng lời thật lòng thì bị xuyên tạc, bóp méo thành một thứ khá là phân biệt giới tính."

Tháng 6 năm 2013, công ty bán lẻ Mỹ Abercrombie & Fitch đã trưng bày áo sơ mi có in chữ "More Boyfriends than T.S." (Nhiều bạn trai còn hơn T.S.). Sau khi vấp phải tẩy chay từ fan hâm mộ của Swift, nhà bán lẻ đã thu hồi toàn bộ. Nhà lãnh đạo Westboro Baptist Church tên Ben Phelps đã gọi Swift là "đứa bé điển hình cho những con đĩ trẻ của nước Mỹ diệt vong" nhằm chê trách cô sáng tác những bài hát "gian dâm và cổ xúy tội lỗi" và dự định lên kế hoạch biểu tình ngay tại buổi hòa nhạc của cô. Tháng 10 năm 2014, trên chương trình phát thanh Jules, Merrick & Sophie tại Úc, Swift cho biết cô bị "chỉ trích một cách bất công" về lời bài hát so với các đồng nghiệp nam:
"Bạn sẽ có nhiều người dự định nói thế này, 'Ồ mày biết gì chưa, cô ta chỉ biết viết nhạc về bạn trai cũ.' Và tôi nghĩ thẳng thắn rằng đó là một góc độ rất phân biệt giới tính. Không ai thèm nói điều đó về Ed Sheeran. Và cũng chẳng ai mấy bàn về chuyện này về Bruno Mars. Trong khi họ cũng viết ca khúc về tình cũ, bạn gái hiện tại, đời sống tình yêu của họ, và chẳng một ai giương cờ đỏ ở đấy."

| Taylor Swift   | Twitter |
| @taylorswift13 |         |

Ê Ginny & Georgia, năm 2010 vừa gọi và nó muốn đòi lại cái trò đùa lười biếng vô cùng phân biệt giới tính này đấy. Mấy người nghĩ thế nào về việc chúng ta dừng ngay cái trò hạ thấp những người phụ nữ chăm chỉ bằng cách gán cho họ kiểu đùa xàm cứt và cho là hÀi hƯớC. Thêm nữa, @netflix từ sau Miss Americana thì trang phục kiểu này không hề khiến em trông dễ thương đâu 💔 Thôi thì chúc mừng tháng Lịch sử của Phụ nữ, tôi đoán vậy.
ngày 1 tháng 3 năm 2021
Trong một cuộc phỏng vấn năm 2016, khi Swift được hỏi xin lời khuyên mà cô tự đưa cho bản thân mình năm 19 tuổi thì cô trả lời, "Này, bạn sẽ hẹn hò giống như một cô gái tuổi đôi mươi bình thường được phép làm vậy, nhưng bạn sẽ hóa thành cột thu lôi quốc gia để người khác slut-shaming bạn." Phỏng vấn vào năm 2019 cùng với DJ Zane Lowe người New Zealand trên Apple Music 1, Swift bảo rằng slut-shaming "đã theo [tôi] từ tuổi rất nhỏ, nên sẽ có đôi chút khó khăn. Đó là một trong những lần đầu tiên mà [tôi] kiểu-quào, chuyện này thật không công bằng." Trong bài viết "Why women say sorry too much and what to say — and do — instead" trên trang Australian Broadcasting Corporation (ABC), Kate Midena đã nêu ra những lời bình của Swift về những khó khăn vất vả của cô trong việc "xóa bỏ thói quen kỳ thị phụ nữ ở ngay não của chính tôi" trong Miss Americana. Midena còn viết rằng việc học cách nói lời xin lỗi là "một câu hỏi hóc búa mà phụ nữ đã mắc kẹt từ thời trung cổ" và các cô gái thường được dạy phải coi trọng sự đồng cảm hơn "những đặc điểm nam tính" về thể chất và cái đầu quyết đoán. Do vậy, họ "cảm thấy cần phải xoa dịu hành động của mình bằng một lời xin lỗi".
Vào ngày 1 tháng 3 năm 2021, Swift chỉ trích các tác giả của loạt phim Netflix mang tựa đề Ginny & Georgia vì đã sử dụng "trò đùa lười biếng vô cùng phân biệt giới tính" để slut-shaming cô. Cây viết Beth Ashley của Grazia viết phân biệt giới tính là lý do vì sao nam giới nổi tiếng như Pete Davidson được tôn vinh vì lịch sử hẹn hò "hào hoa" của mình, trong khi Swift thì lại bị "chọc quê và xa lánh". Tháng 1 năm 2024, vụ việc hình ảnh khiêu dâm deepfake do trí tuệ nhân tạo sản sinh có chứa gương mặt của Swift lan truyền khắp cõi mạng xã hội đã vấp phải chỉ trích và nảy sinh lời kêu gọi cải cách pháp luật từ Nhà Trắng và SAG-AFTRA. Twitter đã vào cuộc bằng cách chấm dứt hoạt động những tài khoản đăng tải những tấm hình nhạy cảm, trong đó có cả tài khoản sở hữu một tweet chụp màn hình những tấm ảnh deepfake mang về hơn 47 triệu lượt xem. Nền tảng thậm chí còn chặn tìm kiếm từ khóa "Taylor Swift" vì lý do "ưu tiên sự an toàn". Các thượng nghị sĩ Hoa Kỳ Dick Durbin, Lindsey Graham, Amy Klobuchar và Josh Hawley tiếp đó đã đưa ra đạo luật DEFIANCE (Chống hình ảnh giả mạo thô tục rõ ràng và chỉnh sửa không có sự đồng thuận, Disrupt Explicit Forged Images and Non-Consensual Edit) cấm chỉ mọi phương tiện số giả mạo một người có thể nhận diện danh tính mà không có bất cứ sự đồng ý từ phía người đó.

### Phanh phui nạn tấn công tình dục
Tháng 8 năm 2017, tại Tòa án Quận Hoa Kỳ của Quận Colorado diễn ra một phiên tòa tấn công tình dục gồm các bên thưa là cựu DJ David Mueller từng là nhân viên phát thanh KYGO-FM, và bên bị thưa là Swift vì tội phỉ báng. Anh ta bảo rằng Swift đã khiến anh ta bị sa thải một cách phi lý sau vụ việc Swift và Mueller gặp gỡ, chào hỏi, và chụp hình vào năm 2013. Swift cáo buộc Mueller là kẻ thò tay vào dưới váy và túm mông cô trong bức ảnh. Mueller đã bị đuổi khỏi buổi hòa nhạc sau khi Swift lên tiếng tố giác với mẹ cô cùng với đội ngũ của cô. KYGO đã sa thải Mueller ngay lập tức khi vụ việc được lan truyền đến đài phát thanh. Tháng 9 năm 2015, anh ta đâm đơn kiện Swift vì tội phỉ báng và xác nhận rằng anh ta chưa từng chạm váy của Swift, và anh ta bị mất việc và hủy hoại danh tiếng là do lời xuyên tạc của cô. Swift đã đâm đơn kiện ngược lại Mueller vì tội đe dọa và tấn công tình dục, và chỉ yêu cầu nhận tiền bồi thường thiệt hại là 1 đô la Mỹ. Cuối cùng, thẩm phán đã giải quyết theo hướng có lợi cho Swift.
Vụ việc vừa kể trở thành chủ đề thu hút sự chú ý rộng rãi của giới truyền thông do Swift là một người rất có tiếng. Trong một tuyên bố hậu phiên tòa, Swift tiết lộ rằng cô đã kiện ngược lại Mueller nhằm trao quyền cho các nạn nhân khác của vụ tấn công tình dục. BBC tuyên bố rằng phiên tòa tấn công tình dục của Swift có ý nghĩa về mặt văn hóa vì vụ việc đã giúp phanh phui những vụ tố giác sai sự thật liên quan tấn công tình dục về sau, đề cao tinh thần thông qua việc Swift từ chối rút lui bất chấp các luật sư bào chữa cố hết sức làm mất uy tín của cô, cùng với khoản bồi thường 1 đô la Mỹ được cho là mang tính biểu tượng. Các chiến lược gia thương hiệu cho rằng Swift "không chỉ cố gắng trao quyền cho những phụ nữ bình thường mà cô ấy không hề quen biết mà còn cả những đồng nghiệp trong ngành âm nhạc" thông qua vụ việc này. Chuyên gia quan hệ công chúng Marvet Britto đã tuyên bố Swift "thừa biết rằng việc cô thách thức chống lại những cáo buộc này không phải chỉ riêng mình cô mà còn cho các nghệ sĩ và những người đồng nghiệp khác. Hành động đó đã góp phần mở mang tầm mắt của toàn cầu đối với các vấn đề tấn công tình dục, mà trong nhiều vụ việc đó, vẫn chưa được tố giác hoặc bị ngó lơ hay bị gạt ra ngoài lề." Tháng 12 năm 2017, tạp chí Time đã phong tặng Swift danh hiệu "người đập tan sự im lặng" (Silence Breakers) trong ấn bản Nhân vật của năm. Elle cho rằng phiên tòa mang tính bước ngoặt này "nhằm mục đích không làm thủ phạm bị phá sản mà tạo tiền lệ cho các nghệ sĩ và phụ nữ khác trên khắp thế giới lên tiếng và buộc những kẻ rình rập phải chịu trách nhiệm về những thiệt hại không thể khắc phục mà bọn họ gây ra." Ngoài ra, Swift còn đích thân trao 250.000 đô la Mỹ cho ca sĩ người Mỹ Kesha vào năm 2016 để hỗ trợ chi phí pháp lý cho vụ kiện tấn công tình dục của đồng nghiệp. Cô còn quyên góp cho quỹ Trái tim Vui vẻ nhằm ủng hộ nạn nhân bị tấn công tình dục năm 2017.

### Quan điểm
Các nhà phê bình ghi nhận phong cách âm nhạc của Swift đã có sức ảnh hưởng đến các album do nữ ca sĩ nhạc đồng quê phát hành như Kacey Musgraves, Maren Morris và Kelsea Ballerini. Buổi biểu diễn guitar trên sân khấu của Swift đã góp phần gây nên "Hiệu ứng Taylor Swift", khiến cho doanh số bán guitar cho phụ nữ tăng cao đột biến, trong khi phụ nữ lại là nhóm nhân khẩu học luôn bị xem nhẹ. Chủ tịch Todd Cassetty của công ty Cassetty Entertainment phát biểu rằng, "mọi người đang cố gắng bắt chước" Swift và "rất nhiều phụ nữ trẻ đang cố gắng tìm kiếm tiếng nói của mình, nhưng rất nhiều người trong số họ đã khơi dậy được niềm cảm hứng cầm đàn guitar" là nhờ vào cô. Nhà báo Shah Ezayadi cho rằng thành công về mặt thương mại của Swift là nhờ vào "cách cô ấy khiến cho người nghe cảm thấy được đồng cảm, đặc biệt là khán giả nữ trẻ tuổi." Raza-Sheikh cho biết Swift là một phép thử văn hóa kiểu giấy quỳ (litmus test) và đặt câu hỏi, "liệu chúng ta có thể bắt đầu tôn trọng nghệ thuật do những người phụ nữ nổi tiếng sáng tạo ra được hay không, đặc biệt khi nghệ thuật ấy đã gợi mở những câu chuyện tình yêu và sự nữ tính trong đó?"
"Vẻ đẹp của cô ấy thật kỳ lạ, giống như kết hợp một phần búp bê Barbie với một phần Southern belle lại với nhau. Sự nghiệp của Swift luôn xoay quanh cảnh cô chơi đùa với hình tượng nữ tính như nữ hoàng hồi hương, tiên nữ cổ tích, cô gái xã giao. Tất cả chỉ là nhằm cưa đổ mọi người bằng vẻ quyến rũ ngớ ngẩn đó."— Jo Ellison, Financial Times

Chủ nghĩa nữ quyền là khía cạnh cốt lõi trong âm nhạc của Swift, đặc biệt từ năm 2014 trở về sau. Theo Rosen, Swift là người đang tồn tại ở phần cuối khiêm tốn của thời đại "Victoria" trong sắc màu của phong trào nữ quyền, và cô được so sánh với các ngôi sao nhạc pop như Beyoncé, Lady Gaga, Rihanna và Miley Cyrus vốn "đại diện cho nhạc pop nữ quyền theo phong cách tình dục hóa nặng nề kèm theo khai thác nhịp đập lớn và trang phục thiếu vải để giải quyết các câu hỏi về quyền lực và quyền tự quyết". Tuy nhiên, các bài hát của Swift thì "không hoàn toàn trong sáng hẳn: Tình dục vẫn hiện diện trong sự dồn dập của âm nhạc, và xuất hiện đầy thận trọng trong lời bài hát." Nhiều bài hát của cô đề cập đến chủ đề nữ quyền chẳng hạn như "I Did Something Bad" (2017), "The Man" (2019), "The Last Great American Dynasty" (2020), "Mad Woman" (2020), "Vigilante Shit" (2022) và "Would've, Could've, Should've" (2022). Các bài hát như "Nothing New" (2021), "Castles Crumbling" (2023) và "Slut!" (2023) có chứa quan điểm của Swift về việc trở thành phụ nữ trong mắt công chúng. Cây viết Kayla Bartsch biên tập cho National Review phát biểu rằng Swift nổi tiếng là nhờ vào "khả năng không gì sánh kịp của cô ấy trong việc nắm bắt được bản chất của người phụ nữ hiện đại." Theo nhà báo Sam Lansky của Time, Swift cho phép "mọi người, nhiều phụ nữ trong số đó, đặc biệt là các cô gái, những người đã có điều kiện chấp nhận sa thải, những lời mắng nhiếc và ngược đãi từ một xã hội coi cảm xúc của họ là thứ tầm thường" tin rằng cảm xúc lẫn nhận thức của họ là điều quan trọng.
Đĩa đơn "Blank Space" năm 2014 của Swift là một ca khúc phê bình châm biếm chủ nghĩa nữ quyền về vai diễn của cô trên các phương tiện truyền thông. Nhà báo chuyên mục Jessica Valenti viết cho The Guardian đã gọi video âm nhạc của cô là một "câu chuyện cổ tích về nữ quyền theo chủ nghĩa đen tối" nhằm tái hiện những trò "phiền nhiễu, điên rồ giống con trai" do truyền thông tung tin về Swift. Trong video âm nhạc của "The Man", Swift đóng vai một nhân cách nam khác tên là Tyler Swift nhằm chỉ ra một số ví dụ phổ biến về tiêu chuẩn kép trong nạn phân biệt giới tính gồm có đồ vật hóa tình dục, tình dục hóa, nam tính độc hại và chế độ phụ quyền. Paris Close của iHeartRadio cho rằng video âm nhạc của "The Man" đã chứng tỏ "đặc quyền của phái nam đã và đang ngạo mạn như thế nào ở đời thực".
Quan điểm nữ quyền của Swift cũng được xem xét thông qua những lần sáng tạo và đổi mới nghệ thuật trong sự nghiệp của cô. Nữ ca sĩ nói rằng, "các nghệ sĩ nữ mà tôi biết đã phải thay mới bản thân nhiều hơn 20 lần so với các nghệ sĩ nam, nếu không bạn sẽ mất việc" vì ngành công nghiệp âm nhạc đang cố "đào thải" các ngôi sao nhạc pop nữ ngay khi họ bước vào tuổi giữa 30. Một bài viết bên tạp chí Prospect năm 2020 có tựa đề "It's time to face the facts—our male pop stars need to try a bit harder" đã chỉ ra yêu cầu đối với các ngôi sao nhạc pop nữ rằng, họ phải "có ngoại hình cực kỳ ưa nhìn và buộc thay đổi hình tượng đó thường xuyên". Nhà phê bình Vanessa Friedman kiêm chủ chuyên mục thời trang của The New York Times đã nhìn nhận "bánh xe chuột hamster liên tục đổi mới" của Swift chính là một bài bình luận tổng hợp về những kỳ vọng rằng các ngôi sao nhạc pop nữ sẽ "tiết lộ những phiên bản mới của chính họ để chúng ta thưởng thức, cải tiến hình tượng cũ của họ với tủ quần áo mới vô tận", trong khi các ngôi sao nhạc pop nam thì không cần phải thay đổi gì nhiều. Jeff Nelson của People cho rằng Swift đã giáng một đòn mạnh vào trần kính đó, đập tan mọi kỳ vọng phân biệt giới tính và mở ra con đường cho thế hệ nghệ sĩ nữ tiếp theo.
Ở một góc độ trái ngược nhau, mặc dù Swift tự nhận mình là một người theo đuổi nữ quyền, nhưng việc xuất hiện trước công chúng năm 2014–2015 của cô và những bức hình chụp trên mạng xã hội cùng với các nữ ca sĩ và người mẫu thời trang mà giới truyền thông gọi là "hội bạn thân" (squad) của cô đã khiến một số người nghĩ rằng cô làm vậy để giữ tên tuổi của mình nổi bật trong giới phương tiện truyền thông người nổi tiếng. Một số nhà phê bình cho rằng chủ nghĩa nữ quyền của Swift thiếu tính xen kẽ, khiến cô bị coi là một nhà nữ quyền da trắng đang chơi thân với "nhóm mà thực sự trong đó chỉ là một nhóm độc quyền thân thiện giữa hầu hết là nữ diễn viên và siêu mẫu da trắng."

## Ngoại hình

### Hình ảnh thân thể và sức khỏe tâm thần

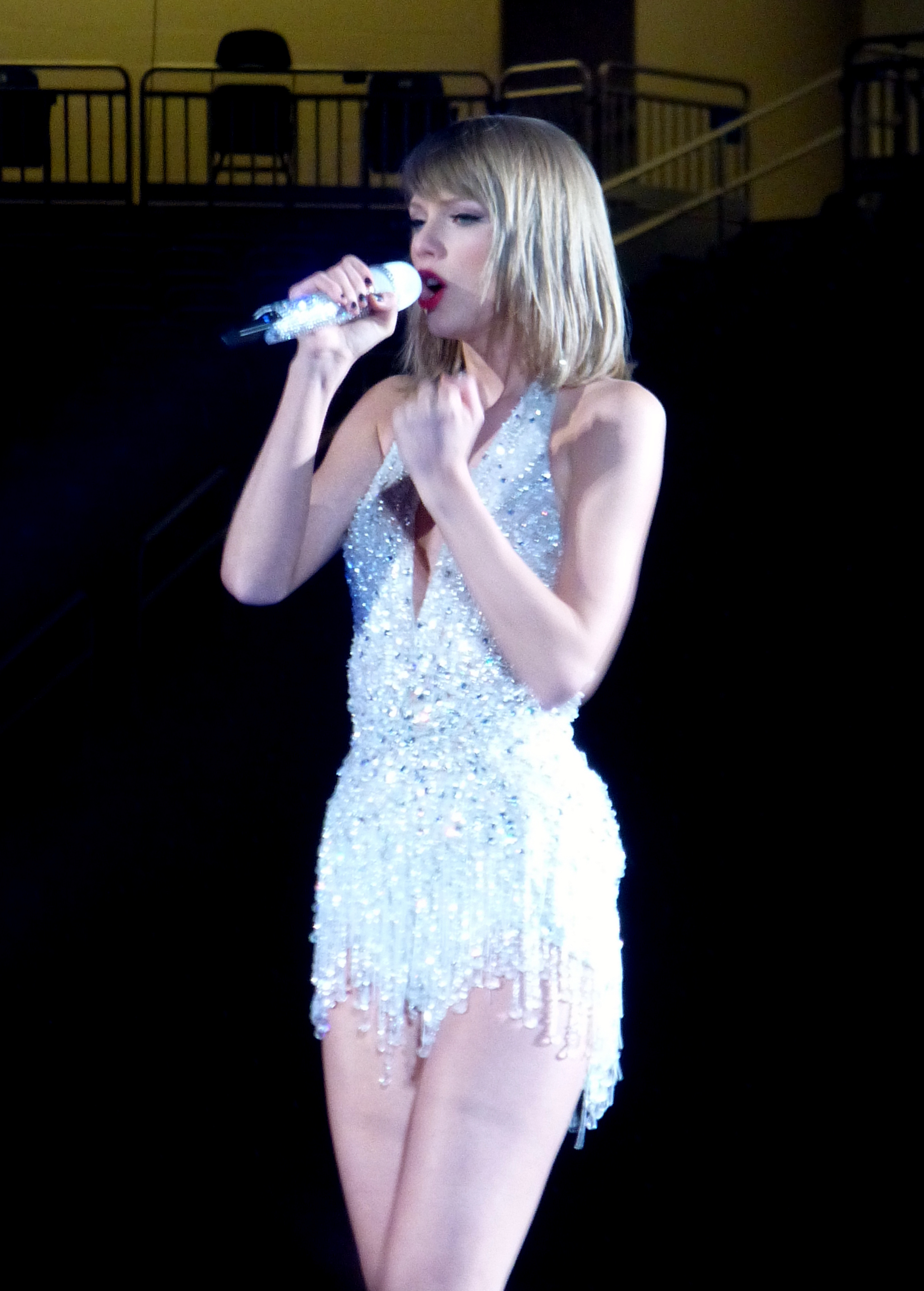
Swift tại chuyến lưu diễn The 1989 World Tour (2015). Cô bị cộng đồng mạng lẫn vài sạp báo truyền thông chỉ trích vì "ốm nhom" và "da bọc xương" mà không biết rằng cô đang mắc phải rối loạn ăn uống.

Swift thường xuyên nhận nhiều lời bình luận miệt thị ngoại hình trên tờ báo và mạng xã hội. Đa phần mọi người đều tập trung chỉ trích ngoại hình của cô và cho rằng cô "quá ốm" vào năm 2014 và khi cô tăng cân vào khoảng giữa năm 2017 và năm 2019. Swift đã từng lên tiếng về tác động của việc đưa tin về sức khỏe cá nhân cũng như những vấn đề như rối loạn ăn uống, rối loạn dị dạng cơ thể, chán ăn do tập luyện (anorexia athletica), lòng tự trọng và bắt nạt trên mạng. Cô tiết lộ trong Miss Americana rằng bản thân đã từng phải vừa "nhịn ăn" vừa tập luyện quá sức sau khi đọc những bài báo dựa trên những bức ảnh chiếc bụng "phát tướng" để tung tin rằng cô đang mang thai. Chính vì việc đó mà đã dấy lên những phản ứng và các cuộc tranh luận về sức khỏe tâm thần trong cộng đồng.
Luôn luôn có một số chuẩn mực của phái đẹp mà bạn có lẽ chưa từng nghe qua. Bởi vì nếu như bạn đủ ốm thì bạn không có cái đít mà bất cứ ai mong muốn, hoặc nếu bạn đủ cân và có cặp mông thì bụng bạn sẽ bị cho là chưa đủ phẳng. [Làm vừa lòng thiên hạ] phải gọi là đéo thể nào đâu.— Swift phát biểu trong phim tài liệu Miss Americana, The Guardian

The Daily Targum nhận thấy rằng mặc dù Swift vốn là một chuyên gia trong việc xử lý những lời chỉ trích tiêu cực, song cô vẫn "không chịu nổi sự bất an dẫn đến vấn đề ăn uống. Việc này cho thấy ngay cả những người mạnh mẽ nhất trong chúng ta cũng dễ bị rối loạn ăn uống tiềm ẩn do môi trường độc hại của mạng xã hội". Giáo sư tâm thần học Jessica Gold tại đại học Washington ở St. Louis đã lên tiếng bình luận rằng, "trong khi các nhà lãnh đạo chính trị của chúng ta vẫn còn đang đau đầu trong việc xây dựng sự đồng thuận và truyền đạt mức độ nghiêm trọng của các vấn đề" như sức khỏe tâm thần thì Swift đã gửi đi một thông điệp mạnh mẽ bằng cách công khai về các vấn đề nan giải của mình, "một vấn đề có thể cứu rất nhiều mạng sống theo vô số cách". Ellen Ricks bên phía HelloGiggles cho rằng việc tiết lộ chuyện rối loạn của Swift đã khơi gợi cảm hứng và "nó có thể tác động như thế nào đến rất nhiều người vẫn đang chống chọi" cũng như "vẫn còn quá nhiều kỳ thị và thông tin sai lệch" xoay quanh đó. Nhà biên kịch Elana Fishman bày tỏ trong lúc bàn bạc về Miss Americana rằng, "thỉnh thoảng, tôi vẫn thấy mình chỉ trích bụng hoặc chân của bản thân trông như thế nào trong ảnh hoặc chiếc quần nào đó vừa vặn với mình ra sao. Từ giờ trở đi, bất cứ khi nào điều đó xảy ra, tôi sẽ lặp lại một câu mà Swift đã nói trong phim: 'Chúng tôi không làm điều đó nữa, vì thà nghĩ rằng mình trông béo còn hơn là trông ốm yếu'". Miss Americana cũng đã khiến cho những người chỉ trích Swift phải phản ứng, đơn cử diễn viên hài Nikki Glaser cho rằng lời nhận định của cô về việc gầy ốm xuất phát từ cảm giác bất an. Nhà báo Richard S. Hé đã giải thích ý định của bài đăng trên trang Vice năm 2016 mang tựa đề "Taylor Swift Isn't Like Other Celebrities, She's Worse" là nhằm mục đích "giải mã sự nhỏ mọn của mối quan hệ phức tạp giữa ngành công nghiệp và người nổi tiếng" nhưng không ngờ là đã chỉ trích Swift quá mức.
Nội dung video âm nhạc cho đĩa đơn "Anti-Hero" năm 2022 của Swift tập trung vào chủ đề những phiên bản cái tôi của Swift tương tác với nhau, và có chứa phân cảnh mà phiên bản Swift chán nản và giản dị đặt chân lên chiếc cân phòng tắm có đề dòng chữ "béo" khiến phiên bản ngôi sao nhạc pop quyến rũ Swift lắc đầu không đồng tình. Phân cảnh này đã vấp phải phản ứng trái chiều trên mạng xã hội, và một số người cáo buộc Swift thành kiến và kỳ thị người thừa cân (fatphobia). Một quan điểm trên trang The Cut thì cho rằng phân cảnh đó mang hàm ý "củng cố ý tưởng 'béo' là xấu". Số người khác thì bảo vệ ủng hộ Swift. Các nhà báo đến từ The Guardian, The Independent và The Daily Telegraph, cùng với chương trình truyền hình như The View đứng về phía Swift và lập luận rằng với tiền sử mắc chứng rối loạn ăn uống, cô không cần phải "tẩy trắng" chấn thương tâm lý của mình để làm cho tác phẩm của mình có thể "tiêu hóa" được đối với khán giả. Họ tuyên bố rằng video của "Anti-Hero" chỉ minh họa "bộ não hoạt động sai chức năng của cô ấy khi mắc chứng rối loạn ăn uống". Tuy nhiên, mặc dù video đã được chỉnh sửa để loại bỏ từ "béo" gây tranh cãi, nhưng cũng vấp phải chỉ trích. Maya Georgi bên NBC News đã lên tiếng đặt câu hỏi tại sao Swift lại "một lần nữa để cho những lời chỉ trích kiểm soát hành động của cô ấy" và cảm thấy cảnh quay này thực sự đã chứng tỏ "tác hại của những lời hùng biện về việc coi trọng cơ thể gầy ốm và coi thường những cơ thể phát tướng hơn đã gây ra" lớn đến mức nào cho Swift và những phụ nữ khác. Tomás Mier viết cho Rolling Stone bảo rằng Swift "đã phải tiết chế cách thể hiện nghệ thuật và lựa chọn khắc họa trải nghiệm sống của mình".

### Phong cách thời trang và gu thẩm mỹ

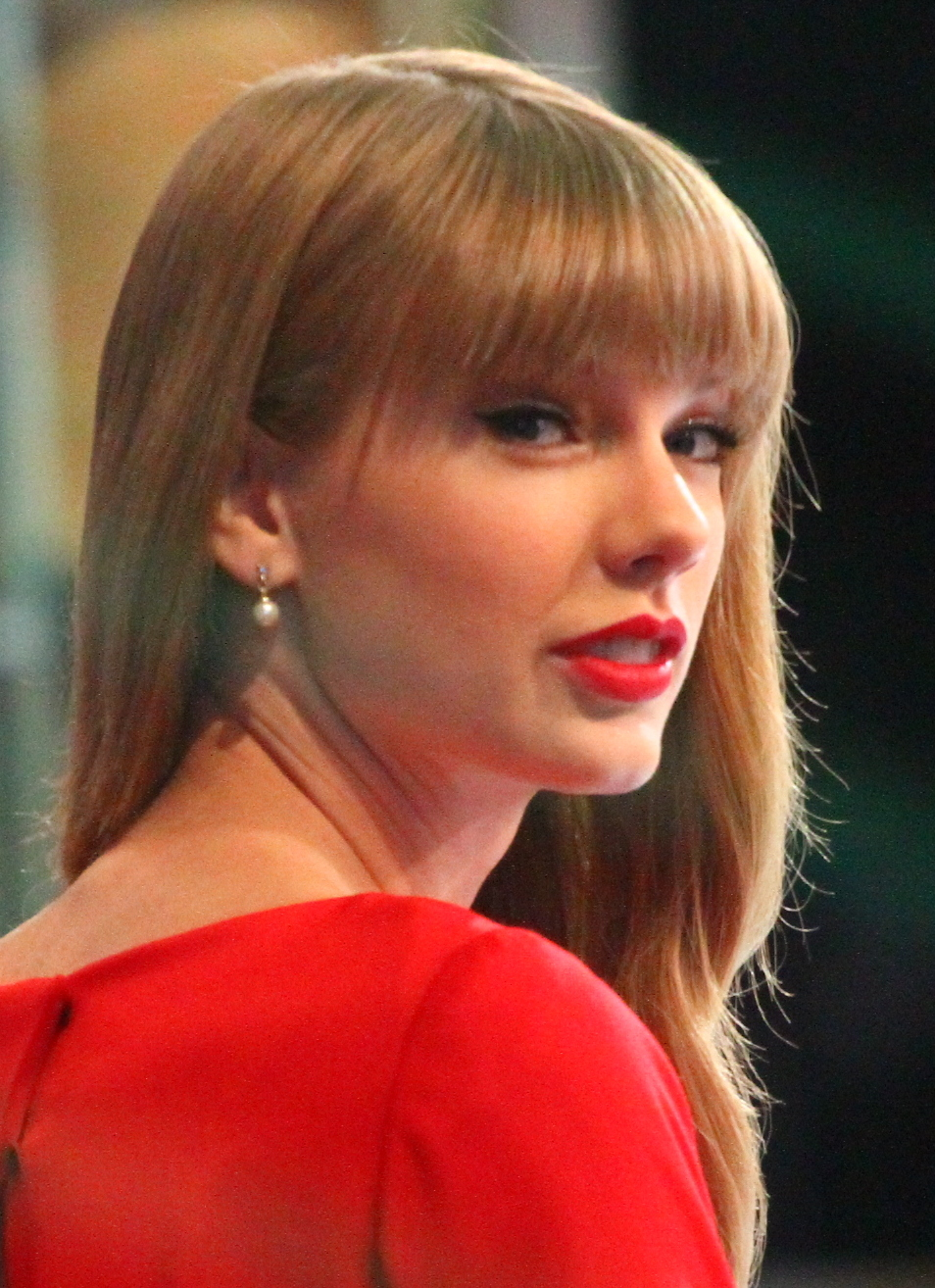
Swift lúc phỏng vấn cho Good Morning America vào năm 2012. Đôi môi màu đỏ thường được xem là một trong những vẻ ngoài đặc trưng của cô.

Các nhà báo chuyên mục thời trang luôn bàn bạc về thời trang của Swift, và phong cách đường phố của cô nhận được nhiều lời hoan nghênh từ các nhà phê bình. Swift luôn là người sẵn sàng thay mới hình tượng và gu thẩm mỹ xuyên suốt sự nghiệp để đảm bảo phù hợp với từng chu kỳ album tương ứng cũng như chủ đề riêng biệt lẫn xu hướng thời trang tạo cảm hứng. "Sự tiến hóa phong cách" của cô cả ở trong lẫn ở ngoài âm nhạc trở thành chủ đề mà các sạp báo phân tích rộng rãi. Consequence cho rằng vẻ ngoài của Swift đã tiến lên từ "nghệ sĩ nhạc đồng quê cô gái hàng xóm trở thành ngôi sao nhạc pop, thậm chí là cả nhà thơ trong rừng sau hơn một thập kỷ". The Wall Street Journal cho rằng việc Swift phối hợp giữa nhãn hàng cao cấp với khá bình dân đã khiến phong cách của cô trở nên "tiếp cận được" và thường dẫn đến doanh số bán hàng lẫn hoạt động tương tác tăng cao kỷ lục ở những thương hiệu thời trang kém tiếng tăm mà cô lựa chọn.
Năm 2011, lúc Vogue hỏi các nhà thiết kế thời trang về "biểu tượng mới của phong cách người Mỹ" thì Tommy Hilfiger đã xướng tên Swift nhờ vào trang phục mùa hè "lôi cuốn" của cô. People vinh danh Swift là Người phụ nữ mặc đẹp nhất năm 2014 và gọi cô là "nữ hoàng phong cách đường phố". Năm 2015, Swift dành chiến thắng giải Phụ nữ của năm của Elle vì cô là "một biểu tượng phong cách" có khả năng "chuyển đổi liền mạch giữa phong cách đường phố sang trọng và những bộ váy thời trang cao cấp quyến rũ trên thảm đỏ", và đứng dầu danh sách Maxim Hot 100 năm 2015. Trong một bài viết năm 2018 của Vogue, nhà phê bình Francesca Wallace viết rằng Swift nổi tiếng là người đi theo phong cách thời trang "dễ tính, nữ tính" và "thanh lịch", kết hợp nơ, họa tiết và túi xách, tạo nên một phong cách đường phố "đáng để sao chép bắt chước".
Swift đồng chủ trì Met Gala năm 2016. Theo Kelsey Glein bên InStyle, Swift là chuyên gia về thời trang "ngoài công sở", thường xuyên phối trang phục đồng bộ, pha trộn yếu tố cổ điển, retro và "cool ngầu", họa tiết in hoa, giày Mary Jane hay Oxford, bốt Jimmy Choo và các phụ kiện khác của Aldo, Prada, Christian Louboutin, Elie Saab và Dolce & Gabbana. Vogue Australia coi Swift là một nhân vật có ảnh hưởng trong thời trang bền vững. Cô đã cho phát hành dòng thời trang bền vững vào năm 2019 cùng với Stella McCartney.

### Tạo xu hướng

Áo khoác cardigan và vải dạ của Swift trong Folklore và Evermore được trưng bày tại Đại sảnh Danh vọng Nhạc đồng quê.

Âm nhạc, hình ảnh, trang phục phổ biến và các buổi hòa nhạc của Swift đã ảnh hưởng đến xu hướng thời trang và dẫn đến doanh số bán hàng tăng vọt. Cô đã góp phần làm cho son môi đỏ trở nên phổ biến, và đó cũng là một trong những họa tiết thời trang đặc trưng của Swift, đặc biệt là sau album Red nổi bật với đôi môi đỏ trên bức ảnh bìa. Swift còn giúp cho áo ghi lê và trang phục lịch sự không tay áo trở thành xu hướng trong thời trang nữ giới, cũng như làm niềm cảm hứng trang phục trong mùa lễ Halloween.
"Chiếc khăn quàng cổ" được nhắc đến trong lời bài hát tự truyện của "All Too Well" cũng đã trở thành món đồ đặc trưng gắn liền với Swift, và còn được truyền thông phong tặng là "một biểu tượng văn hóa đại chúng không thể tin được trong một vật thể vô tri", "một biểu tượng phổ quát cho con tim đau khổ", "bí ẩn văn hóa đại chúng tuyệt vời", "đèn bến tàu màu xanh lá cây của thời đại chúng ta", "phụ kiện huyền thoại" và "một nguồn tò mò về văn hóa". Theo Rob Sheffield, chiếc khăn quàng cổ có ý nghĩa quan trọng đối với danh sách đĩa hát của Swift đến mức nó "nên được nằm trong Đại sảnh Danh vọng Rock and Roll." Sau khi phát hành bộ phim do cô tự đạo diễn All Too Well: The Short Film vào năm 2021, số lượt tìm kiếm trên Google về "ý nghĩa chiếc khăn đỏ của Taylor Swift" tăng vọt 1.400%.
Chính Internet đã góp phần không nhỏ trong việc hồi sinh phong cách Cottagecore thơ mộng bên căn nhà gỗ sau khi Swift sử dụng làm chủ đề, thúc đẩy doanh số bán áo liền quần Aran dệt tay ở Ireland và Mỹ. RTÉ đã đích thân cảm ơn Swift vì đã đưa cardigan "trở lại bản đồ" bằng album Folklore. Sau khi Evermore lên kệ, nhiều chiếc áo khoác vải dạ giống như Swift mặc trên ảnh bìa đã được bán sạch trên Farfetch ngay lập tức. Chuyến lưu diễn The Eras Tour đã làm gia tăng nhu cầu sắm ủng kim loại, mũ cao bồi và váy đính sequin. CNN đưa tin rằng các nhà bán lẻ thời trang đã tiếp thị sản phẩm của họ bằng cách nhắm mục tiêu đến những người tham gia chuyến lưu diễn. Nhiều thương hiệu quần áo khác nhau tạo ra nhiều loại mặt hàng lấy cảm hứng từ Swift cùng với "các kỷ nguyên" của cô, và họ đã đạt được doanh số bán hàng cao nhất trong năm.

## Chính trị
| Taylor Swift   | Twitter |
| @taylorswift13 |         |

Sau khi ông đã châm ngòi cho chủ nghĩa da trắng thượng đẳng và phân biệt chủng tộc trong toàn bộ nhiệm kỳ tổng thống của chính ông, thì liệu ông còn đủ can đảm để tỏ vẻ ưu việt về mặt đạo đức rồi sau đó đe dọa bạo lực không? 'Khi cướp bóc xảy ra thì tiếng súng sẽ nổ'??? Chúng tôi sẽ bỏ phiếu cho ông xuống chức vào tháng 11. @realdonaldtrump
Ngày 29 tháng 5 năm 2020
Các nhà báo và tác giả viết về chính trị đã công nhận Swift là một nhân cách mạnh mẽ trong nền chính trị của nước Mỹ. Cô là nhạc sĩ có ảnh hưởng nhất về mặt chính trị, và cô đã sử dụng danh tiếng của mình để kêu gọi hành động chính trị. Các gương mặt đại diện cho chính phủ ở bên ngoài Hoa Kỳ cũng bày tỏ sự ngưỡng mộ đối với Swift, chẳng hạn như: tổng thống Chile Gabriel Boric; Dân biểu Hạ viện Thái Lan Pita Limjaroenrat; cựu phó Tổng thống Philippines Leni Robredo; cựu thủ tướng Vương quốc Anh Liz Truss; William, Thân vương xứ Wales; và thẩm phán tòa án tối cao Mexico Arturo Zaldivar. Các tổ chức như Liên minh châu Âu đã thừa nhận ảnh hưởng chính trị của Swift, và nữ ca sĩ cũng đã từng được viện dẫn trong nhiều thủ tục pháp lý khác nhau.

### Mối liên kết và nhân khẩu học
Swift là người theo chủ nghĩa tự do xã hội, và cô từng lên tiếng phản đối quyền lực thượng đẳng của người da trắng, phân biệt chủng tộc và cảnh sát tàn bạo ngay tại Hoa Kỳ. Cô là người ủng hộ quyền lựa chọn pro-choice trong việc phá thai, bình đẳng giới và quyền LGBT. Tuy nhiên, Swift cũng bị một số nhà phê bình theo chủ nghĩa tự do và bảo thủ chỉ trích. Những người theo chủ nghĩa tự do đã coi hoạt động tích cực của cô chỉ là trò diễn tuồng trước khán giả, còn những người theo chủ nghĩa bảo thủ thì ghen ghét vì cô là một người thẳng thắn, tự do đi theo "woke". Cô đã công khai tán thành các ứng cử viên Đảng Dân chủ Phil Bredesen và Jim Cooper trong cuộc bầu cử giữa kỳ Hoa Kỳ năm 2018 tại bang quê nhà Tennessee, cũng như Joe Biden và Kamala Harris cho cuộc bầu cử tổng thống Hoa Kỳ năm 2020, đồng thời chỉ trích các chính trị gia Đảng Cộng hòa Donald Trump và Marsha Blackburn.

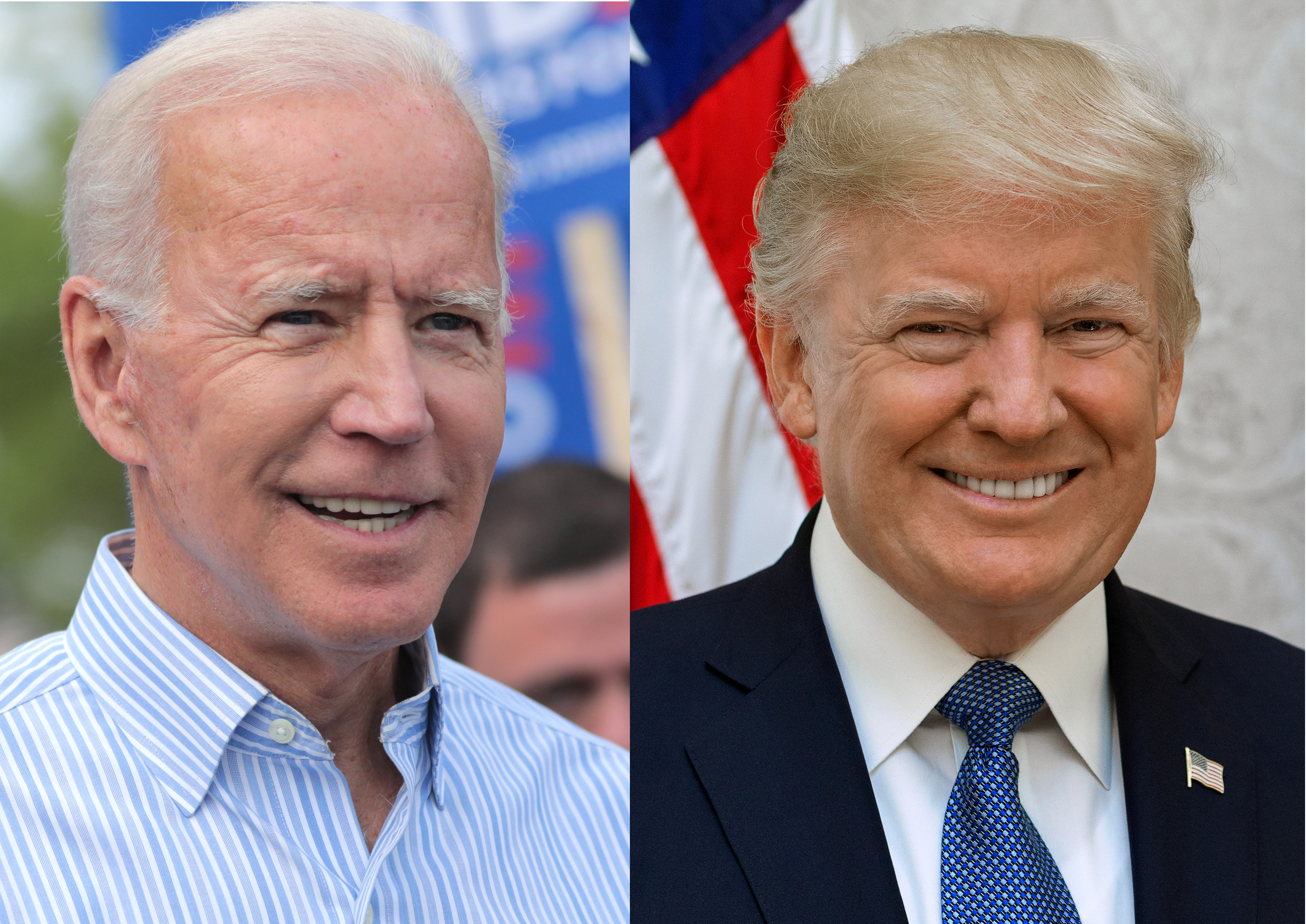
Theo The Times, 53% người Mỹ trưởng thành là fan của Swift, cao hơn nhiều so với tỷ lệ bầu chọn tán thành của Joe Biden (bên trái) và Donald Trump (bên phải) vào năm 2023.

Dữ liệu của Facebook từ năm 2014 tiết lộ rằng Swift là một trong những nghệ sĩ đã góp phần tạo nên thói quen nghe nhạc "trung bình hài lòng" của người thưởng thức theo Đảng Dân chủ và Đảng Cộng hòa. Theo một cuộc khảo sát năm 2023 do The Times đưa tin, có 53% người Mỹ trưởng thành tự nhận mình người hâm mộ Swift, đạt mức tỷ lệ xếp hạng cao hơn cả Biden lẫn Trump. Nhà báo Ellie Austin giải thích rằng dù Swift theo cánh tả nhưng một số người cánh hữu vẫn "thèm muốn" cô vì cô có thể biến thành điểm tựa nhân khẩu học "đoàn kết" góp phần thu hẹp lại sự chia rẽ của nền chính trị nước Mỹ. Trong một cuộc khảo sát khác bên phía The New York Sun, Swift là lựa chọn phổ biến thứ ba cho tổng thống Mỹ, sau Trump và Biden. Cô cũng có tỷ lệ ưa thích cao nhất trong số tất cả các nhân vật của công chúng được khảo sát trong cuộc thăm dò toàn quốc của NBC News nhờ vào con số tỷ lệ 40% cử tri đã đăng ký nói rằng họ có "cái nhìn tích cực về Swift" và 16% người có quan điểm tiêu cực.
Cựu giám đốc truyền thông chiến lược của Nhà Trắng Alyssa Farah Griffin đã tuyên bố Swift là "người duy nhất" có thể đánh bại Trump trong một cuộc bầu cử. Cây viết Kevin Monnin bên The Hill cho rằng nhờ vào tầm ảnh hưởng văn hóa mạnh mẽ và lượng người theo dõi đông đảo, Swift "có thể đóng một vai trò then chốt cho nền dân chủ bằng cách đảm bảo Tổng thống Biden tái đắc cử và chấm dứt sự nghiệp chính trị của cựu Tổng thống Donald Trump." Nathan J. Robinson chắp bút cho Newsweek phát biểu rằng "chỉ Swift mới có thể thống nhất sự chia rẽ chính trị" của Hoa Kỳ. Michael A. Cohen nói thêm rằng "Swift có thể ảnh hưởng đến kết quả của cuộc bầu cử năm 2024." Ảnh hưởng chính trị của Swift càng được thể hiện rõ ràng sau những lời chỉ trích scandal bán vé bên Ticketmaster của bên lưỡng đảng. Nhà báo CNN Allison Morrow đã lên một bài viết mang tựa đề "One Nation, Under Swift" rằng những người hâm mộ Swift đã đoàn kết các đảng theo cách mà "Nhóm lập quốc đã không lường trước được". Brooke Schultz của Associated Press nhận thấy vấn đề này đã trở thành một cuộc vận động phong trào chính trị như thế nào và cho rằng cộng đồng người hâm mộ Swift là nhóm cử tri có sức ảnh hưởng lớn. Theo Morning Consult, xấp xỉ khoảng 55% người hâm mộ Swift ở Mỹ là đảng viên Đảng Dân chủ, 23% là đảng viên Đảng Cộng hòa và 23% là người bỏ phiếu độc lập.

### Những chuyển biến

#### Lập trường phi chính trị
Swift từng là một nghệ sĩ đồng quê thờ ơ với chính trị và luôn luôn tránh né bàn bạc về các chủ đề chính trị trong thời kỳ đầu sự nghiệp của mình, và việc này được các nhà phê bình công nhận khi phân tích xem xét khoảng thời gian cô hoạt động dưới ngôi nhà Big Machine. Khi Swift được Time hỏi về cuộc bầu cử tổng thống Hoa Kỳ vào năm 2012 thì cô đã phát biểu: "Tôi đã luôn cố gắng giáo dục và tiếp nạp kiến thức cho bản thân nhiều nhất có thể. Nhưng tôi không lên tiếng chuyện chính trị vì việc đó có thể ảnh hưởng đến người khác. Và tôi không cho rằng chính mình đủ hiểu biết trong cuộc sống để định hướng mọi người nên bỏ phiếu cho ai." Mặc dù Swift là một nhân vật nổi tiếng nhưng các nhà báo vẫn chỉ trích cô thiếu hoạt động chính trị  cho rằng hoạt động từ thiện của cô là không thỏa đáng. Trước động lực thúc đẩy chủ nghĩa thờ ơ chính trị của Swift, Trump gọi cô là hình mẫu "tuyệt vời" và các nhà lập pháp bảo thủ đã mời cô đến thăm điện Capitol Hoa Kỳ.
Swift vẫn là người thờ ơ trong cuộc bầu cử tổng thống Hoa Kỳ năm 2016, không ủng hộ Hillary Clinton của Đảng Dân chủ lẫn không phát biểu chống lại Trump như một số người đã mong đợi. Các nhà phê bình đã đặt dấu chấm hỏi về chuyện Swift đã bỏ phiếu cho ai trong cuộc bầu cử sau khi cô đăng một bức ảnh bản thân xếp hàng tại trạm bỏ phiếu. Một khi cô chia sẻ bức ảnh cô mặc một bộ trang phục giống với bộ đồ Clinton từng mặc, USA Today đã lên tin đầu đề: "Taylor Swift đã bầu cho ai? Đây là lý do tại sao chiếc áo len của cô ấy lại gợi nhớ đến Hillary". Entertainment Weekly đã phân tích "nội dung Ngày bầu cử phổ biến nhất" trên Instagram và cho biết rằng chính bài đăng phi đảng phái "vô hại" của Swift mới kiếm được nhiều lượt thích nhất (2,1 triệu), kế đến là những bài đăng của những người công khai ủng hộ Clinton như Rihanna, Lovato, Kourtney Kardashian và Grande. Việc đó cho thấy Swift là một người bất thường trong văn hóa đại chúng, theo nhà phê bình Alyssa Bereznak của The Ringer. Nhà báo Nick Levine của BBC nhận thấy sự im lặng về mặt chính trị của cô "ngày càng dễ thấy".

#### Bị đeo bám chuyện chính trị xã hội và chủng tộc
Theo Bereznak, chủ nghĩa thờ ơ chính trị tuy trước đây có thể là "một chiến lược kinh doanh thuận lợi" đối với các ngôi sao nhạc pop, nhưng đối với những nhân vật tầm cỡ văn hóa mạnh mẽ như Swift, giới truyền thông sẽ phân tích chuyện "hành động, giao tiếp và công việc" dưới lăng kính chính trị. Năm 2017, Swift ủng hộ Tháng ba phụ nữ 2017 thông qua Instagram, và cô đã vấp phải sự chỉ trích từ cả người hâm mộ và giới phê bình. Họ cảm thấy hành động đó của Swift là hoàn toàn vô nghĩa vì cô đã từ chối chuyển hoạt động nữ quyền của mình sang chính trị. The Cut đưa ra nhận định rằng mặc dù Clinton nhận được sự ủng hộ cởi mở của Perry, Beyoncé, Jay-Z và Springsteen nhưng nếu như có sự tán thành công khai của Swift thì bà đã "có thể" trở thành Tổng thống ngay từ đầu. Medford cho rằng Swift sẽ không thể cứ sống mãi trong môi trường thờ ơ với chính trị như chân không, vì câu chuyện đã ngày càng "đáng chú ý đến chói tai". Nhân tiện chỉ trích việc cô chỉ sử dụng mạng xã hội chỉ để thông báo phát hành âm nhạc chứ không phải chính trị, Medford đã viết, "Việc có một nền tảng rộng lớn, có phạm vi tiếp cận rộng rãi như vậy mà chỉ sử dụng để thúc đẩy mục đích tham vọng của riêng cô đã phản ánh được con người cô rất kém cỏi, bất kể nền chính trị của cô có tiến bộ đến mức nào."
Một số cây bút phê bình cho rằng Swift im lặng chính trị là do một bộ phận đáng kể người hâm mộ của cô vào năm 2014 là những người hâm mộ đồng quê bảo thủ. Những lời chỉ trích chính trị xã hội gay gắt nhất đều xúm vào phê phán rằng Swift là một kẻ theo chủ nghĩa phát xít tiền điện tử (Crypto-fascism). Một số người theo chủ nghĩa da trắng thượng đẳng ở Hoa Kỳ đã lợi dụng chuyện Swift im lặng chính trị dai dẳng trong hai năm 2016 và 2017 để chứng minh rằng cô cũng là một người theo chủ nghĩa tân quốc xã giống họ. Một số trang web cực hữu tôn vinh cô là "Nữ thần Aryan" của họ, và chờ đợi Trump đắc cử để công bố "Chương trình nghị sự Aryan" của cô với thế giới. Các phương tiện truyền thông tự do đều yêu cầu Swift làm rõ lập trường chính trị của cô. Đến khi một bài đăng trên blog của trang web cánh tả PopFront cáo buộc rằng đĩa đơn "Look What You Made Me Do" là một cái gật đầu "tinh tế" cho phe cánh hữu, đội ngũ của Swift đã phản bác cho rằng bài đăng này là phỉ báng và yêu cầu PopFront "rút lại, dỡ bỏ bài đăng khỏi tất cả các nguồn truyền thông và ngừng hoàn toàn hành động đang thực hiện (cease and desist)" nếu không sẽ phải đối mặt với hậu quả pháp lý. Liên đoàn Tự do Dân sự Mỹ (ACLU) đã chỉ trích Swift về chuyện cô cố tình "ngăn chặn quyền tự do được hiến pháp bảo vệ".
Tuy nhiên, nhà báo Leah Donella của NPR khẳng định rằng không có lý do gì để cho rằng Swift là người theo chủ nghĩa da trắng thượng đẳng, "cô ấy không có liên kết với bất kỳ nhóm theo chủ nghĩa thượng tôn da trắng nào. Cô ấy chưa bao giờ công khai đưa ra bất kỳ nhận xét nào theo chủ nghĩa thượng đẳng của người da trắng, cũng như chưa bao giờ bị buộc tội đưa ra những nhận xét đó một cách riêng tư." Donella cũng cho biết, những tuyên bố cho rằng Swift là người theo chủ nghĩa thượng đẳng của người da trắng đa phần chỉ dựa vào ngoại hình cô là người da trắng, "trông có vẻ là người da trắng và đi chơi với hầu hết là người da trắng", và chứng minh ý sau bằng các nghiên cứu năm 2014 rằng cứ 91 người bạn da trắng thì chỉ có 1 người da trắng làm bạn với duy nhất 1 người cùng da màu: "Đây không phải là chuyện của Taylor Swift. Đó là câu chuyện phân biệt cung cấp nhà ở/đa dạng nơi làm việc/lịch sử chung của nước Mỹ."

#### Sự vỡ mộng và lời xác nhận ủng hộ

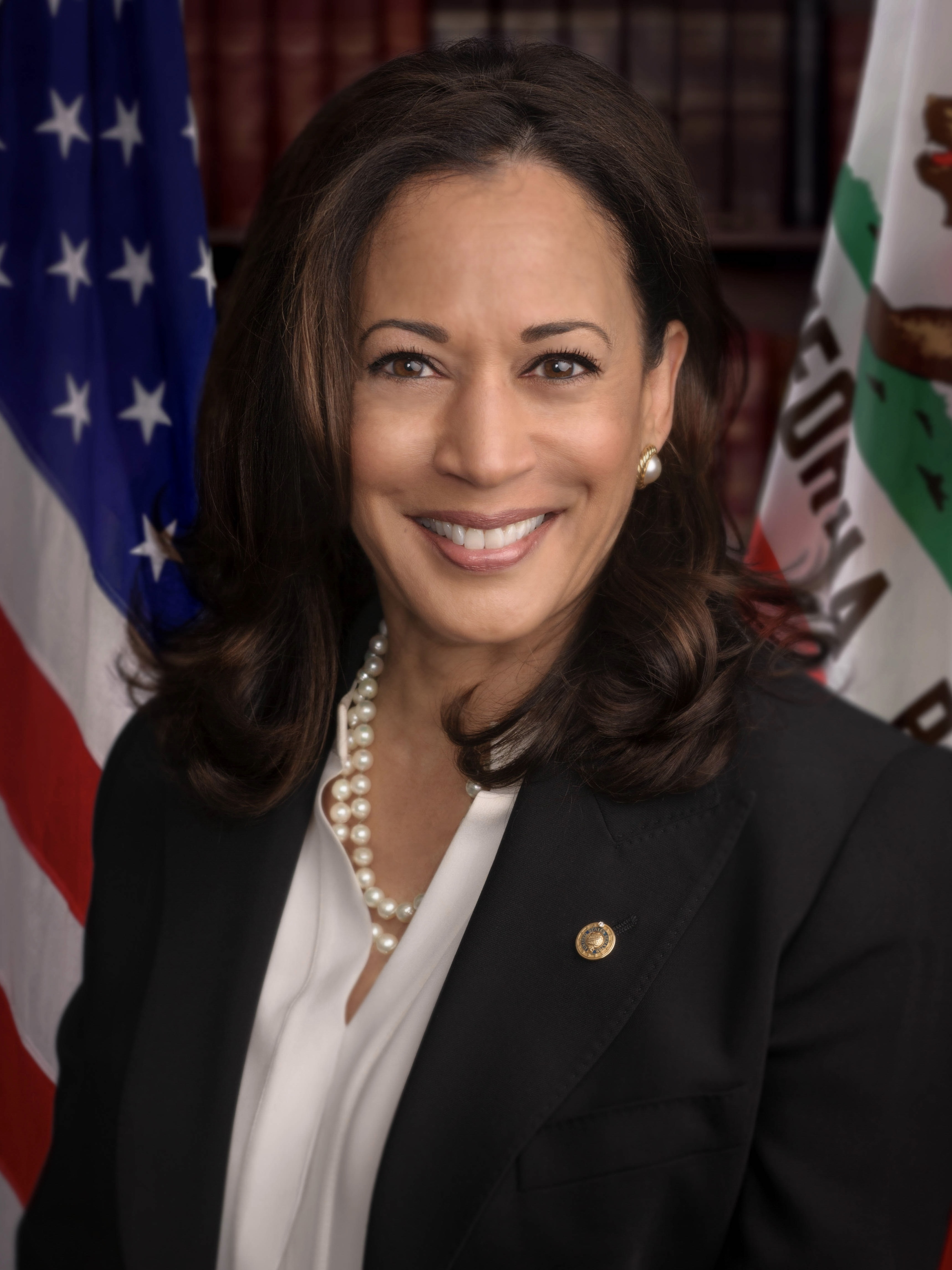
Kamala Harris đã cảm ơn Swift vì đã ủng hộ chiến dịch bầu cử của Đảng Dân chủ trong cuộc bầu cử tổng thống Hoa Kỳ năm 2020.

Swift lần đầu tiên bày tỏ quan điểm chính trị của mình trong cuộc bầu cử giữa kỳ năm 2018, được giới truyền thông gọi đây là hành động "đập tan sự im lặng về mặt chính trị của cô". Cô tán thành các đảng viên Đảng Dân chủ Phil Bredesen và Jim Cooper thông qua các bài đăng trên mạng xã hội vào ngày 18 tháng 10 năm 2018, trở thành chủ đề được truyền thông đưa tin rộng rãi và nhận được nhiều lời khen ngợi từ người hâm mộ, nhà báo, người nổi tiếng và Đảng Dân chủ. Ví dụ, đạo diễn Rob Reiner của This Is Spinal Tap đã tweet, "Xin gửi lời cảm ơn chân thành tới Taylor Swift vì đã lên tiếng. Cô có thể một mình thay đổi đất nước này đấy. Hãy gây ấn tượng cho người hâm mộ của cô thấy tiếng nói quan trọng và mạnh mẽ của họ đi. Nếu như cô đưa họ đến cuộc bỏ phiếu vào ngày 6 tháng 11, mọi thứ mà cô quan tâm sẽ được bảo vệ." Swift cũng chỉ trích ứng cử viên Đảng Cộng hòa Blackburn vì những chính sách "kinh khủng":
"Trước đây, tôi rất ngại công khai bày tỏ quan điểm chính trị của mình. Thì bây giờ tôi đã cảm thấy rất khác về điều đó. Tôi đã và sẽ luôn bỏ phiếu dựa trên việc ứng cử viên nào sẽ đứng ra bảo vệ và đấu tranh cho nhân quyền mà tôi tin rằng tất cả chúng ta đều xứng đáng có được ở [Hoa Kỳ]. Tôi tin vào cuộc đấu tranh cho quyền LGBTQ và bất kỳ hình thức phân biệt đối xử nào dựa trên xu hướng tính dục hoặc giới tính đều là hành vi SAI TRÁI. Tôi cho rằng nạn phân biệt chủng tộc có hệ thống đối với người da màu mà chúng ta vẫn thường gặp phải ở đất nước này là điều đáng sợ, ghê tởm và nhức nhối."

Swift đã bị những người theo chủ nghĩa Cộng hòa, những người theo chủ nghĩa Trump và những người ủng hộ cánh hữu "tẩy chay dữ dội". Bọn họ cảm thấy bị Swift "phản bội" và chỉ trích, slut-shame và chửi rủa cô trên mạng. Họ cho rằng cô đã "tự chấm dứt" sự nghiệp của mình bằng quyết định này và lẽ ra nên "câm miệng" và "lo làm nhạc đi". Ủy ban Quốc gia Đảng Cộng hòa Thượng viện đã đưa ra ý kiến rằng, "Nếu bạn chưa từng nghe, ngôi sao nhạc pop triệu phú Taylor Swift đã bước xuống từ tòa tháp ngà của cô ta để kêu gọi những người dân tiểu bang Tennessee chăm chỉ bỏ phiếu cho Phil Bredesen." Chủ tịch nhóm bảo thủ Turning Point USA tên Charlie Kirk đã tweet, "Cô vừa ủng hộ một đảng viên Đảng Dân chủ trong cuộc đua vào Thượng viện Tennessee với một tuyên bố lố bịch nói rằng Marsha Blackburn là một phụ nữ đang chống lại phụ nữ. Cô hoàn toàn chẳng biết chính bản thân cô đang nói cái gì nữa." Trump nói với các phóng viên rằng, "Tôi chắc chắn Taylor Swift không biết gì về cô ấy. Thôi thì cứ cho rằng tôi đã thích nhạc của Taylor ít hơn khoảng 25% đi, được chứ?".
Theo trang Vote.org, hơn 169.000 người đã đăng ký bỏ phiếu trong cuộc bầu cử năm 2018 trong vòng hai ngày tính từ lúc Swift đăng bài, trong khi chỉ có 59.000 người đăng ký bỏ phiếu trong 30 ngày trước đó. Các ấn phẩm ghi nhận đó là do "Hiệu ứng Taylor Swift". Theo một nghiên cứu thống kê của các học giả Gwendelyn Nisbett và Stephanie Dunn, câu chuyện và thông điệp của Swift trong bài đăng đã định hướng những người theo dõi cô, vươn xa sự gắn bó xã hội của người hâm mộ với cô. Nhà khoa học hành vi Simone Driessen đã viết rằng một số phương tiện truyền thông cho rằng việc "công khai" chính trị của Swift là một chiến lược để phát triển sự nghiệp của cô, còn những người khác thì coi việc các ngôi sao nhạc pop trong môi trường chính trị bắt buộc "phải thể hiện lập trường của họ đang đứng ở đâu".
Vào năm 2019, Swift tuyên bố rằng ngay từ lúc cô bắt đầu sự nghiệp nhạc đồng quê, Big Machine và các giám đốc điều hành hãng khác đã lấy tranh cãi của Dixie Chicks ra làm ví dụ và khuyên cô không nên nói chuyện chính trị. Swift đã gọi nhiệm kỳ tổng thống của Trump là một chế độ chuyên quyền, và cô đã bày tỏ hối hận vì đã không ủng hộ Clinton vào năm 2016. Tuy nhiên, cô cũng cho biết chính báo chí đã gây tác động tiêu cực vào thời điểm đó. Họ đã khiến cô cảm thấy bản thân "vô dụng" và "giống như một trở ngại". Swift nói thêm rằng Clinton đang bị những người theo chủ nghĩa Trump gọi là kẻ nói dối "dắt mũi" trên mạng. Đây cũng chính là lời nhận xét gay gắt mà Swift đã nhận được vào năm 2016 sau mối thù với cặp vợ chồng lúc bấy giờ West-Kardashian, và cô đã tự hỏi liệu cô có phải là gánh nặng đối với Clinton hay không: "Hãy nhìn xem, những con rắn có lông tụ lại thành bầy với nhau. Nhìn kìa, hai người phụ nữ dối trá. Hai người phụ nữ đáng ghét" Chính vì "hàng triệu người bảo tôi hãy biến mất", Swift quyết định rời xa ánh đèn sân khấu. Thành viên Emily Strayer của Chicks, đã phát biểu vào năm 2020 rằng Swift có nhiều quyền lực để thay đổi mọi thứ hơn tất cả bọn họ từng làm.
Ngoài ra, Swift còn gọi Blackburn là "Trump đội bộ tóc giả" sau khi thắng cử vào năm 2018 bằng cách "trở thành phụ nữ nộp đơn vào loại nam giới muốn chúng ta ở trong một thế giới khủng khiếp của những năm 1950." Blackburn trả lời vào tháng 7 năm 2021, tuyên bố những người theo chủ nghĩa tự do đang mong muốn xã hội phải đi theo chủ nghĩa xã hội Marxist là cấm phụ nữ biểu diễn hoặc sáng tạo thể loại âm nhạc mà Swift làm, từ chối quyền sở hữu trí tuệ cá nhân và Swift "sẽ là những người đầu tiên bị loại vì nhà nước sẽ phải phê duyệt âm nhạc của cô." Trong cuộc bầu cử năm 2020, Swift cho phép Biden và Harris và mượn bài hát phản đối "Only the Young" (2020) của cô tại chiến dịch tranh cử của họ. Nhân viên Seth Cohen của Forbes nhận thấy sự tham gia chính trị ngày càng tăng của Swift trong năm qua đã trở nên "đáng chú ý nhờ vào cách tiếp cận nổi bật và bài bình luận gây tiếng vang lớn." Trump cuối cùng đã thất bại trong cuộc tái tranh cử, và Biden được bầu làm tổng thống tiếp theo của Hoa Kỳ. Swift được cho là người nổi tiếng có ảnh hưởng ở hàng thứ hai trong việc đắc cử của Biden, sau LeBron James. The New York Times đã lên tin cho rằng chiến dịch bầu cử của Biden đã coi Swift là "mục tiêu tán thành lớn nhất và có ảnh hưởng nhất" trong cuộc bầu cử tổng thống năm 2024, và Biden đã tính đến việc sử dụng "chiến lược Taylor Swift" để thu hút sự ủng hộ rộng rãi "đang lung lay" của ông. Những người ủng hộ phe Trump cáo buộc rằng Swift đang thông đồng với đảng Dân chủ, NFL và Travis Kelce để dàn xếp người bầu cử về phe Biden cùng với kết quả thi đấu cho đội Kansas City Chiefs tại trận Super Bowl LVIII.

### Vận động
Phần này chỉ liệt kê ví dụ minh họa tiêu biểu và nổi bật nhất.

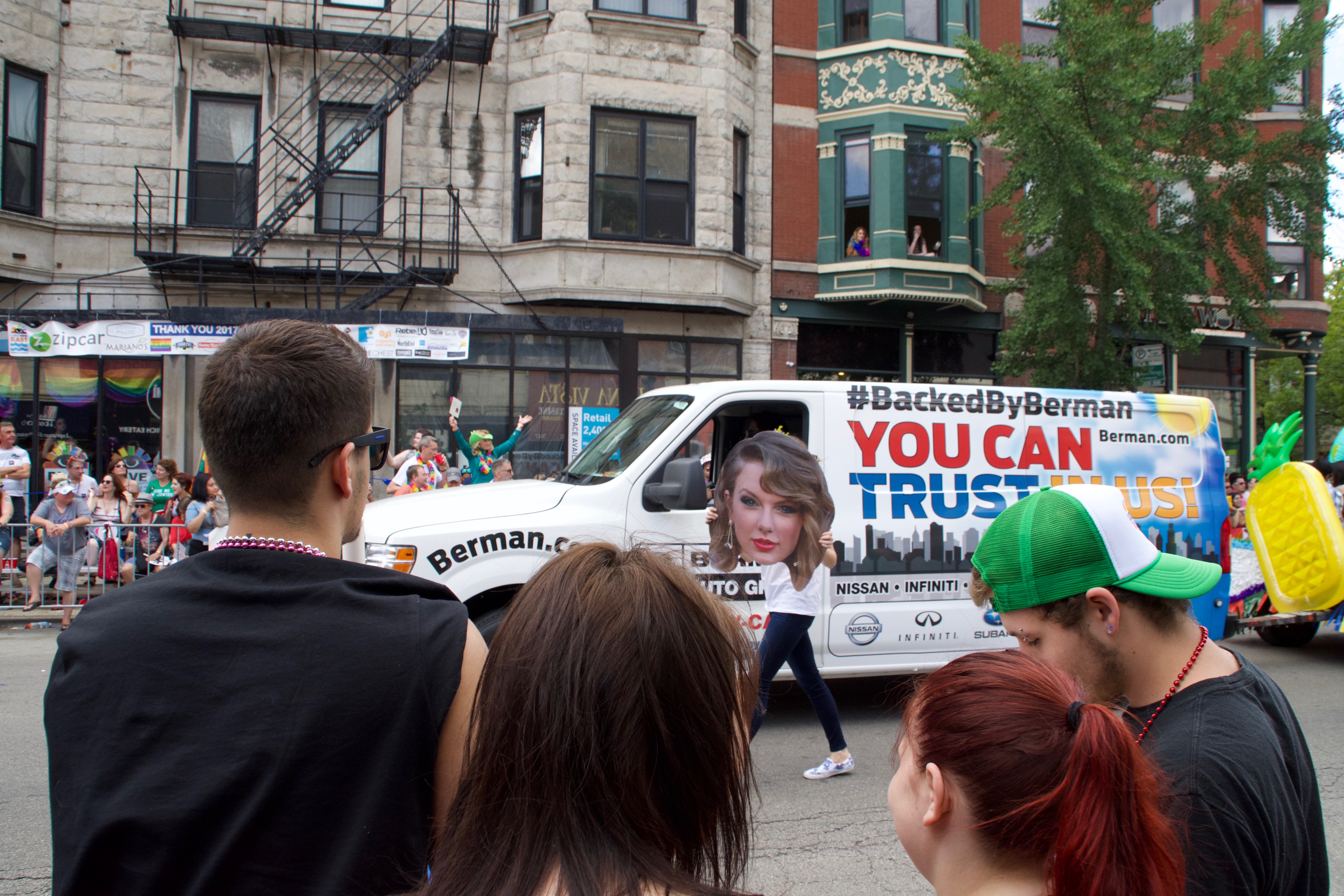
Gương mặt của Swift được sử dụng tại cuộc diễu hành tự hào ở Chicago

- The New York Times đã từng công nhận tác động tích cực của Swift đối với cộng đồng LGBT dưới danh nghĩa một nghệ sĩ nhạc đồng quê sau khi phát hành video âm nhạc năm 2011 cho "Mean".[273]
- Time gọi "Welcome to New York" (2014) là "bài ca bình đẳng".[303]
- Ngày 23 tháng 3 năm 2018, Swift kêu gọi kiểm soát súng đạn, quyên góp cho các nạn nhân và March for Our Lives.[260]
- Vào ngày 1 tháng 6 năm 2019, cô đã tạo một bản kiến nghị trên Change.org nhằm kêu gọi các thượng nghị sĩ bỏ phiếu cho Đạo luật Bình đẳng đã được Hạ viện thông qua.[260] Tính đến tháng 4 năm 2020, bản kiến nghị đã có hơn 704.000 chữ ký gồm có cả chữ ký của các thượng nghị sĩ Đảng Dân chủ như Warren, Amy Klobuchar, Ed Markey, Kirsten Gillibrand, Tim Kaine và Cory Booker. Swift đã viết một lá thư cho thượng nghị sĩ đảng Cộng hòa Tennessee Lamar Alexander và yêu cầu ông ủng hộ:[304] "Cái này là dành cho công dân Mỹ bị từ chối việc làm hoặc nhà ở dựa trên người họ yêu hoặc việc họ là không phải người Mỹ đến tàn nhẫn".[305]
- Swift biểu diễn tại Stonewall Inn trong WorldPride NYC 2019.[306]
- Sau khi "You Need to Calm Down" được phát hành, số tiền quyên góp cho tổ chức phi chính phủ của LGBT GLAAD đã tăng đột biến nhờ vào lời bài hát có đề cập đến tên tổ chức.[307] Giám đốc điều hành GLAAD tên Anthony Ramos cho biết, Swift "là một trong những ngôi sao nhạc pop lớn nhất thế giới. Việc cô ấy tiếp tục sử dụng nền tảng và âm nhạc của mình để hỗ trợ cộng đồng LGBTQ và Đạo luật Bình đẳng là một dấu hiệu thực sự của việc trở thành đồng minh."[305][308] CEO Sarah Kate cho biết, Swift "tiếp tục sử dụng nền tảng của cô ấy để lên tiếng chống lại nạn phân biệt đối xử và tạo ra một thế giới mà mọi người có thể sống cuộc sống mà họ yêu thích. [...] Trong môi trường văn hóa và chính trị chia rẽ ngày nay, chúng ta cần nhiều đồng minh hơn như Taylor."[308]
- Ngày 26 tháng 8 năm 2019, sau khi giành giải Video của năm cho "You Need to Calm Down" tại giải Video âm nhạc của MTV năm 2019, Swift lúc phát biểu đã kêu gọi khán giả ký vào bản kiến nghị và cho biết Nhà Trắng vẫn chưa có động tĩnh gì mặc dù đang có số lượng chữ ký "gấp năm lần mức cần thiết để đảm bảo được phản hồi".[309] Ngày hôm sau, Phó thư ký báo chí Nhà Trắng lúc đó là Judd Deere đã đưa ra tuyên bố chỉ trích Đạo luật Bình đẳng.[310] "You Need to Calm Down" đã từ đó trở thành một bài quốc ca dành cho người đồng tính.[311]
- Ngày 29 tháng 5 năm 2020, Swift chỉ trích các dòng tweet "khiêu khích" của Trump liên quan đến cuộc biểu tình George Floyd ở Minneapolis–Saint Paul.[260] Sau các cuộc biểu tình rộng rãi, cô đã quyên góp cho Quỹ giáo dục và bảo vệ pháp lý NAACP cũng như phong trào Black Lives Matter,[312] lên tiếng yêu cầu dỡ bỏ các tượng đài của Liên minh miền Nam ở Tennessee[313] và kêu gọi ngày 19 tháng 6 (Juneteenth) trở thành ngày lễ quốc gia.[314] Dòng tweet chỉ trích Trump của Swift đã trở thành dòng tweet được yêu thích nhất của cô, thu được hơn hai triệu lượt thích.[315] Trong bài báo của Forbes mang nhan đề "Taylor Swift và dòng tweet có thể giúp hạ bệ một tổng thống", Cohen cho biết tiếng nói của Swift "có thể gây ra những cục diện chính trị to lớn" nhờ vào các cuộc khảo sát cho thấy phụ nữ da trắng và những người trẻ lần đầu đi bỏ phiếu, vốn đây là các nhóm nhân khẩu học yếu nhất của Trump. Cả hai đều được hình thành đáng kể một phần dựa trên cơ sở người hâm mộ của Swift tại Hoa Kỳ và "do đó sẽ là chìa khóa cho kết quả của cuộc bầu cử năm 2020."[240]
- Sau khi Swift đăng trên Instagram vào tháng 9 năm 2023 về ngày đăng ký cử tri quốc gia của Vote.org thì đã có hơn 35.000 người đăng ký bỏ phiếu, với tổng số lượt đăng ký tăng 23% và số người 18 tuổi cũng tăng 115% so với ngày đăng ký cử tri quốc gia đợt của năm 2022.[316]

## Hấp dẫn mọi thế hệ
Những bài luận phê bình đã sử dụng sự nghiệp của Swift để đánh dấu một sự thay đổi mô hình trong văn hóa đại chúng, và vinh danh cô là một nhân vật văn hóa của thế hệ Millennials. Theo Rosen, Swift là một "thợ hát thế hệ" đã kết hợp "giữa niềm vui sướng của những bài hát cổ điển với niềm lan tỏa quá mức trên mạng xã hội của thế hệ Millennials." Bác sĩ tâm thần Suzanne Garfinkle-Crowell cho rằng Swift là nhà thơ đoạt giải thế hệ đang sở hữu trong tay một bài hát có thể chạm tới mọi cảm xúc chính xác của người nghe. Bartsch cho rằng Swift chính là một triết gia. Một cuộc khảo sát năm 2023 cho biết so với toàn bộ đồng nghiệp hoạt động âm nhạc khác, Swift đã có tác động tích cực nhất đến sức khỏe tinh thần của giới trẻ.
Tác giả người Mỹ kiêm cha đẻ của thuật ngữ "millennial" Neil Howe đã xướng tên Swift là ví dụ điển hình về tinh thần của thế hệ Millennials. Năm 2010, các nhà bình luận Morley Winograd và Michael D. Hais bên The Christian Science Monitor cho rằng sự nổi tiếng của Swift đã báo hiệu cột mốc "trưởng thành trong âm nhạc" (musical coming-of-age) của thế hệ Millennials và "việc Swift và thế hệ của cô ấy chinh phục nền âm nhạc Mỹ một cách đắc thắng như họ đã làm với chính trị của nước này với cuộc bầu cử của Tổng thống Obama chỉ là vấn đề thời gian." Cựu Đệ nhất phu nhân Hoa Kỳ Michelle Obama, lúc trao giải cho Swift nhờ chính những hành động nhân đạo của cô vào năm 2012, đã khen ngợi cô là một nghệ sĩ "đã vươn lên dẫn đầu ngành công nghiệp âm nhạc nhưng cô gái ấy vẫn có thái độ sống thực tế (keeps her feet on the ground), là một người nào đó đã đập tan mọi kỳ vọng về những gì một cô gái 22 tuổi có thể đạt được".
Vào năm 2014, cây bút John McDuling bên Quartz cho biết Swift đang "nhanh chóng trở thành nghệ sĩ có ảnh hưởng nhất trong thế hệ của cô ấy" và cân nhắc xem liệu cô có thực sự là thế hệ thiên niên kỷ giống như Dylan, Springsteen hay Kurt Cobain hay không. National Post cho rằng một album được thế hệ Millennials tạo ra dành cho thế hệ Millennials như 1989 đã "đưa ra bản yêu sách cho cả một thế hệ", bắt nguồn từ nguyên do thế hệ Millennials trung bình "thường xuyên phải đối mặt với những chỉ trích mắng mỏ và lời nói nặng nề" giống như Swift, tất cả đều được thể hiện bằng âm nhạc của Swift. Tờ báo đã nhận định ca khúc "New Romantics" (2016) chính là một bài ca ngợi thiên niên kỷ.
Trong cuộc khảo sát của YPulse năm 2019, Swift là nhạc sĩ đại diện tốt nhất cho thế hệ Millennial (trong độ tuổi khoảng từ 19 đến 37 tuổi). Cô đại diện cho "nỗi lo lắng của thế hệ Millennials" theo cây viết Joelle Kidd biên soạn cho The Walrus. Tác giả cũng đã viết rằng thế hệ Millennials đang có xu hướng "ám ảnh về việc tự xét nét" giống Swift lúc chia sẻ những lo lắng của cô với thế hệ. Biên tập viên cấp cao Elena Nicolaou của tờ Today cũng đã công nhận Swift biến đổi văn hóa đám cưới của thế hệ thiên niên kỷ như thế nào.
Trong lúc bàn bạc về sức hấp dẫn từ thế hệ Z của Swift trong những năm 2020, Spanos tuyên bố rằng mặc dù Thế hệ Z vẫn chiếm một phần đáng kể trong số những người hâm mộ mới hơn của Swift nhưng mà họ vẫn "không thực sự hiểu về lịch sử văn hóa, các yếu tố chính trị xã hội và văn hóa đã hình thành nên một phụ nữ thiên niên kỷ như Taylor vì họ đã sinh ra và lớn lên sau ngần giai đoạn đó rồi". Do đó, một số người thuộc Thế hệ Z có thể cảm thấy một số bài hát và lời bài hát cũ của Swift nghe có vẻ "cringe". Vox và New Yorker xướng danh Swift là "Bruce Springsteen thế hệ thiên niên kỷ", rồi chỉ ra nhiều điểm tương đồng về mặt nghệ thuật và chính trị xã hội giữa sự nghiệp của Swift và Springsteen. Tương tự, The Times gọi Swift là "Bob Dylan của thời đại chúng ta" vào năm 2022 và "nữ hoàng xưng tội của nhạc pop Noughties". Các nhà báo cũng ghi nhận sự thành công ngày càng thịnh vượng của Swift trong thế hệ bùng nổ trẻ sơ sinh (baby boomer) và Thế hệ X, và họ được gọi là "các Swifties thâm niên".
Theo Morning Consult, 45% người hâm mộ Swift tại Hoa Kỳ là thế hệ trẻ, 23% là thế hệ bùng nổ trẻ sơ sinh, 21% là Thế hệ X và 11% là Thế hệ Z. Các cuộc khảo sát của YouGov đã xếp cô là nữ nhạc sĩ được ngưỡng mộ nhất thế giới từ năm 2019 đến năm 2021. Vào năm 2023, so với những người nổi tiếng và chính trị gia khác, Swift "đã đạt được mức độ yêu thích ròng cao nhất so với bất kỳ con số nào được kiểm nghiệm trong cuộc thăm dò quốc gia mới nhất của NBC News, với 40% cử tri đã đăng ký cho biết họ có cái nhìn tích cực về Swift, so với chỉ 16% là mang quan điểm tiêu cực," và 94% người hoàn toàn có thể nhận ra cô sau khi được nhắc tên.
Ngoài âm nhạc và kinh doanh, Swift còn được nhiều vận động viên thể thao thế hệ trẻ coi là hình mẫu chẳng hạn như Kobe Bryant, Jimmy Butler, Rob Gronkowski, Bryce Harper, Clayton Kershaw, Jessica Korda, Mikaela Shiffrin, Iga Świątek, Russell Westbrook, Emma Weyant Mikaela Shiffrin, và Serena Williams.